# El Puerto de Santa María
El Puerto de Santa María —conocido como El Puerto— es una ciudad y municipio español situado en la provincia de Cádiz. Es el quinto municipio más poblado de la provincia y el 15.º de Andalucía. Está situada al sur de la península ibérica, en el litoral de la bahía de Cádiz en la ribera y desembocadura del río Guadalete. Cuenta con una población de 89 960 habitantes (INE 2024).
La localidad pertenece, junto a Cádiz, Jerez de la Frontera, San Fernando, Chiclana de la Frontera, Puerto Real y Rota, a la Mancomunidad de Municipios de la Bahía de Cádiz. Además, forma parte del área metropolitana de la Bahía de Cádiz-Jerez, siendo la tercera de Andalucía, detrás de las de Sevilla y de Málaga, y la duodécima de España. Posee una superficie de 159 km² y una densidad de 561,28 hab./km². Se encuentra situado a una altitud de 6 m sobre el nivel del mar y a 22 km de la capital de provincia, Cádiz. En su término municipal se encuentra parte de la Base Naval de Rota y tres centros de cumplimiento penitenciario.
Según la leyenda, la ciudad fue fundada por Menesteo, rey ateniense que participó en la guerra de Troya. Cuando terminó la guerra y volvía a casa, le habían asaltado su trono y tuvo que emigrar. Navegando sin ningún destino fue a parar justo a la desembocadura del río Guadalete y fundó la ciudad, Puerto de Menesteo. Este hecho histórico tuvo lugar en el 1184 o 1183 a. C., ya que la guerra de Troya tuvo lugar entre los años 1194 y 1184 a. C., hace aproximadamente 3200 años.
Según algunos arqueólogos la primera Gadir, como primera aglomeración urbana o centro de negocios, se construyó en lo que hoy es el castillo de Doña Blanca, dejando lo que hoy es Cádiz como recinto sagrado y su posterior utilización como casco urbano a los s. VII-VI.
La ciudad fue trasladada a su emplazamiento actual en época imperial romana, como lugar del Portus Gaditanus. Coincidiendo con la construcción del nuevo canal de desembocadura del Guadalete, promovido por el Patricio Gaditano Lucio Cornelio Balbo el Menor, hacia el año 19 a. C. Situando el cardo o calle principal (calle larga) paralela a la nueva ría y perpendicular al decumano en el recorrido de la Via Augusta que entraba en la ciudad por el puente construido sobre el Canal de Balbo del Guadalete (cerca de la plaza de la Herrería).
El Puerto de Santa María es conocido como La Ciudad de los Cien Palacios, aunque el paso del tiempo y la dejadez han provocado que muchos de estos magníficos edificios hayan quedado prácticamente en la ruina. Producto de la actividad comercial con la América Española o Indias en los siglos siglo XVII y siglo XVIII se levantaron en la localidad auténticos palacios adaptados a las necesidades de los grandes comerciantes que también recibían el nombre de cargadores a Indias. Tiene como patrón a San Sebastián y a San Francisco Javier, como patrona a Nuestra Señora de los Milagros.
Es el único municipio de España y de Europa en cuyo término municipal se encuentran tres cárceles.

## Toponimia

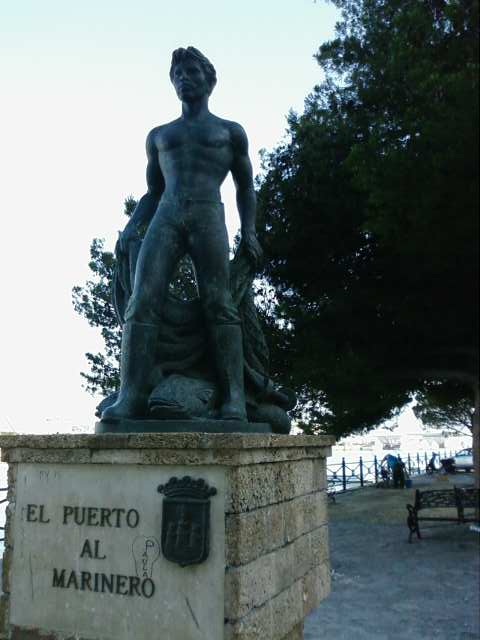
Estatua dedicada a los marineros

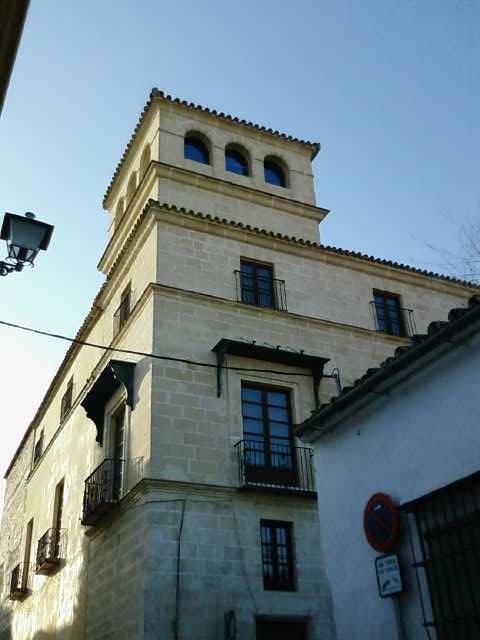
Palacio Purullena

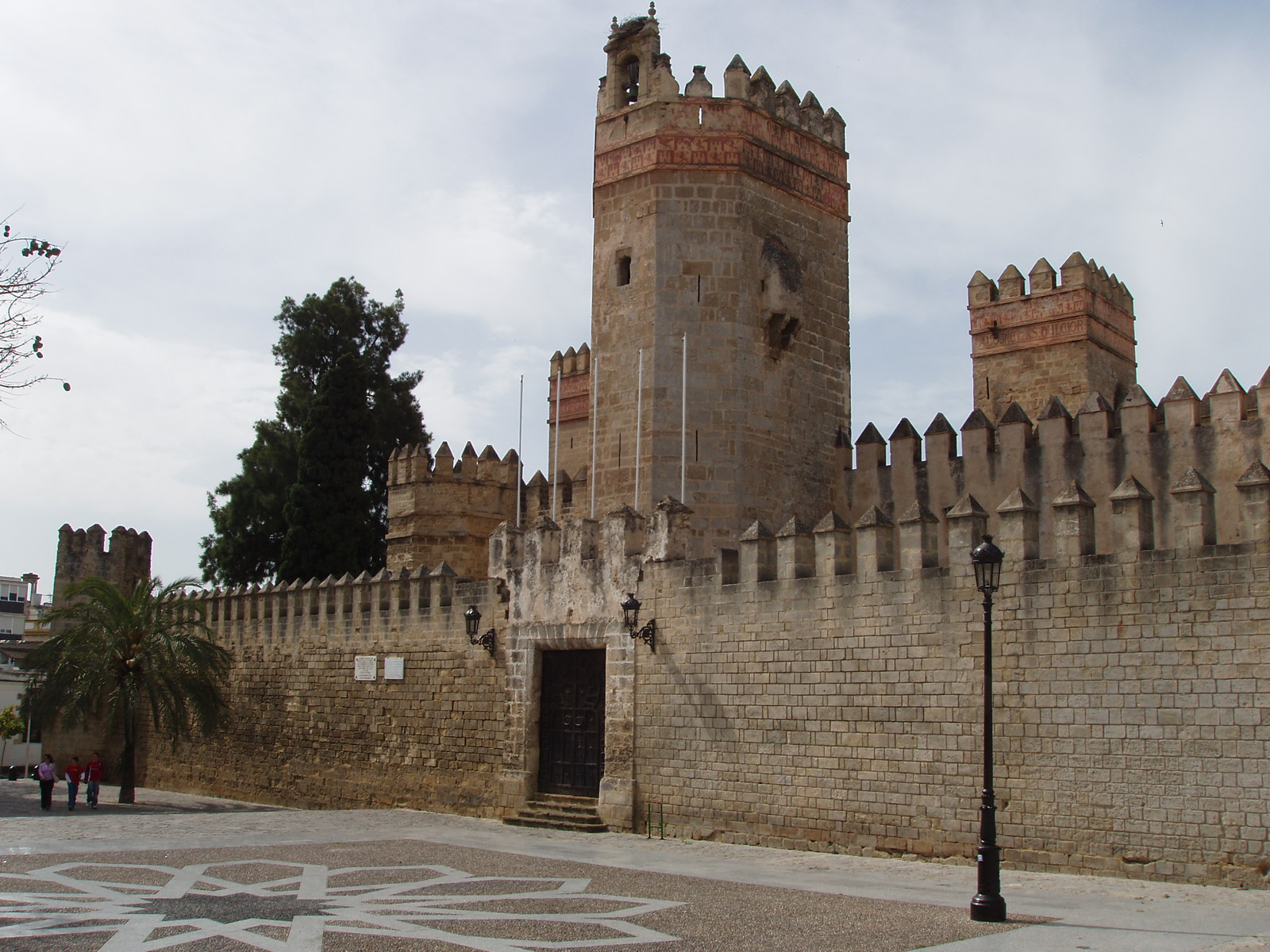
Castillo de San Marcos

La leyenda atribuye la fundación de la ciudad a un caudillo ateniense, Menesteo, que después de la guerra de Troya fundó una ciudad que llevaría su nombre, Puerto de Menesteo. En el año 711 los musulmanes se enfrentaron al ejército visigodo en la batalla de Guadalete, que supuso la entrada de los árabes en la península. A partir de ese momento, la ciudad pasó a formar parte del territorio andalusí con el nuevo nombre de al-Qanátir (القناطر), 'los puentes'. En 1260, Alfonso X conquista la ciudad a los musulmanes y le cambia el nombre árabe por el de Santa María del Puerto. Más tarde el nombre de la ciudad se cambió por el que la conocemos actualmente, es decir, El Puerto de Santa María.

## Símbolos
El escudo de la ciudad posee la siguiente descripción heráldica: en azur, sobre ondas de azur y plata, un castillo de oro, aclarado de gules, sumado de la imagen de la Virgen María vestida de plata, y resplandeciente de rayos del mismo metal. Corona real cerrada. Representa al castillo de San Marcos, y la aparición de la Virgen a Alfonso X el Sabio, de que hablan antiguos relatos. La corona, por ser antigua villa realenga.
La bandera está compuesta por dos colores, son el verde y el amarillo. Cada color está situado en dos líneas horizontales, en la parte superior se sitúa el color verde y en la parte inferior el amarillo. En la parte central de la bandera se encuentra el escudo de la ciudad.

## Geografía
El Puerto de Santa María se ubica en la costa gaditana, en el interior de la comarca de Bahía de Cádiz, a 20 kilómetros de la capital provincial.
La campiña de El Puerto de Santa María constituye parte del interfluvio Guadalquivir-Guadalete, distinguiéndose en el territorio dos zonas diferenciadas. La mitad norte presenta paisajes característicos de la campiña de Jerez, predominantemente llana salvo por las ondulaciones de la sierra de San Cristóbal (111 m), en el límite con Jerez de la Frontera. Semiocultas en este ámbito, hay que destacar las lagunas que forman parte de la reserva natural Complejo Endorreico de El Puerto de Santa María. La franja central del territorio, entre la sierra de San Cristóbal y el río Guadalete, está mucho más urbanizada y cuenta, como elevación destacada, con el cerro de las Cabezas (74 m), además de con las marismas de San José. Al sur del término municipal se extiende el núcleo urbano, la bahía de Cádiz y el parque natural de la Bahía de Cádiz, en las cercanías de la desembocadura del río Guadalete. Las playas tienen una longitud superior a los 15 kilómetros, todas de arena fina. El núcleo urbano se alza a 11 m sobre el nivel del mar.
| Noroeste: Sanlúcar de Barrameda | Norte: Jerez de la Frontera       | Noreste: Jerez de la Frontera            |
| Oeste: Rota y Océano Atlántico  |                                   | Este: Jerez de la Frontera y Puerto Real |
| Suroeste Océano Atlántico       | Sur: Bahía de Cádiz y Puerto Real | Sureste: Puerto Real                     |

### Clima
El clima de la ciudad se caracteriza por ser esencialmente subtropical-mediterráneo, con inviernos muy suaves y veranos cálidos pero no demasiado calurosos como consecuencia de los vientos del océano. Con una media anual de 18 °C. Destacan los vientos de levante y poniente. Las precipitaciones no son abundantes (400–500 mm al año). Es destacable la elevada insolación que supera las 3000 horas de sol anuales (más de 125 día) y que justifica la denominación de Costa de la Luz.

### Fauna
Entre la fauna podemos encontrar especímenes de: camaleón común, lisa mojonera, panarria, salamanquesa, gaviota argéntea, cormorán, garza real, focha, chorlitejo chico, cernícalo, mirlo, correlimos, avoceta, cigüeñuela, charrán, chorlitejo patinegro, ánade friso, archibebe, canastera, erizo, lechuza, abubilla, delfín mular.

### Flora
En cuanto a flora abundan: pino piñonero, carrasco, sabina, retama, lentisco, acebuche, brezo de mar.
Los principales Espacios Naturales Protegidos en el término municipal, incluidos en la Red de Espacios Naturales Protegidos de Andalucía (RENPA), son: el parque natural de la Bahía de Cádiz, el Complejo endorreico de El Puerto de Santa María (reserva natural), y los Pinares y Dunas de San Antón (parque periurbano).

### Playas

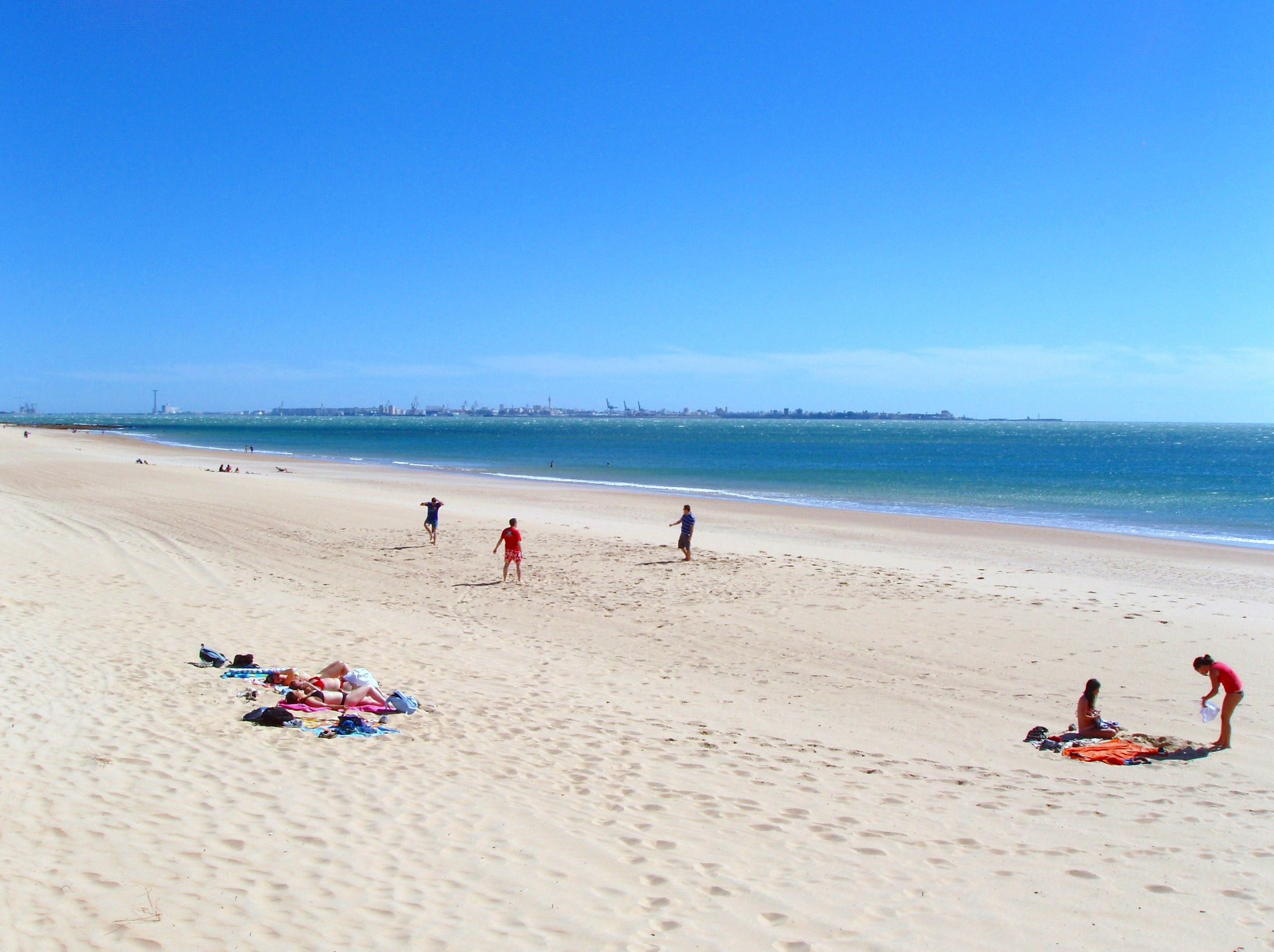
Playa de El Buzo con la ciudad de Cádiz de fondo

El Puerto de Santa María dispone de varios kilómetros de playas. Son de arena dorada y fina, con agua cristalina. Junto a estas playas se encuentran paseos marítimos, bares y restaurantes.
- La playa de La Puntilla: está ubicada en la desembocadura del río Guadalete y separada de este por un espigón, donde puede disfrutarse de unas aguas serenas para el baño, aunque algo ventosa
- La playa de El Aculadero: también llamada de La colorá, se encuentra entre la anterior y Puerto Sherry. Es la más pequeñas de las playas de la ciudad.
- La playa de Vistahermosa: cuenta con un excelente clima para la práctica del windsurf y el kitesurf, vistas directas a la ciudad de Cádiz, y olas procedentes de mar abierto. Es algo más fría que el resto de las playas de la Bahía de Cádiz.
- La playa de Levante: es una playa aislada de núcleos urbanos, en el parque natural de la Bahía de Cádiz, en excelente estado ambiental. En ella sopla fuerte el viento y se puede practicar el deporte de vela y windsurf.
- La playa de Fuentebravía: se encuentra ubicada en una zona residencial de la cual toma su nombre y que presenta un alto grado de ocupación. En ella puede practicarse el submarinismo, la pesca y el windsurf.
- La playa de Valdelagrana: muy conocida y visitada por el turismo que frecuenta esta zona de Cádiz, ya que dispone de todo tipo de equipamientos, servicios e infraestructuras para el uso del público.
- La playa de La Muralla y La Calita: separadas por las ruinas del Castillo de Santa Catalina, de aspecto salvaje, limpia y bien cuidada, que presentan salientes rocosos en el agua, por lo que es ideal para la práctica de pesca con arpón y submarinismo.
- La Playa del Almirante: es una playa de acceso prohibido dentro de la Base Naval.

## Historia

### Prehistoria
Los primeros vestigios de asentamiento en El Puerto de Santa María son del Paleolítico Inferior; el yacimiento de El Aculadero así lo atestigua. En Las Arenas existe otro yacimiento del Mesolítico y, junto a la torre medieval de Doña Blanca, se excava actualmente un poblado fenicio cuya cronología se sitúa desde finales del siglo IX y comienzos del siglo VIII a. C. hasta finales del siglo II a. C. Se han hallado restos de murallas, necrópolis y viviendas y se consideraba uno de los puntos clave en las rutas comerciales.
La leyenda atribuye la fundación de la ciudad a un caudillo ateniense —Menesteo— que, después de la guerra de Troya, fundó una ciudad que llevaría su nombre, el Puerto de Menestheo.

### Edad Antigua
La civilización romana también habitó en estas tierras, se hallaron restos de esta cultura al realizar la remodelación de la plaza de Isaac Peral, situada en el centro de la ciudad. En ella se encontraron esqueletos y algunos objetos como son anillos, vasijas, etc.
Era el punto donde se encontraba la Vía Augusta en Ad Portus, donde el viario seguía en dirección de Asta Regia.

### Edad Media
Periodo andalusí
En el año 711 los musulmanes se enfrentaron al ejército visigodo en la batalla de Guadalete, que supuso la entrada de los árabes en la península. A partir de ese momento, la ciudad pasó a formar parte del territorio musulmán con el nuevo nombre de Amaría Alcanter, Alcanate o Alcanatif, que algunos investigadores traducen como Puerto de las Salinas, Arco o Puente. Por entonces solo era una alquería dependiente de la vecina Šeriš, la actual Jerez de la Frontera.
Conquista castellana

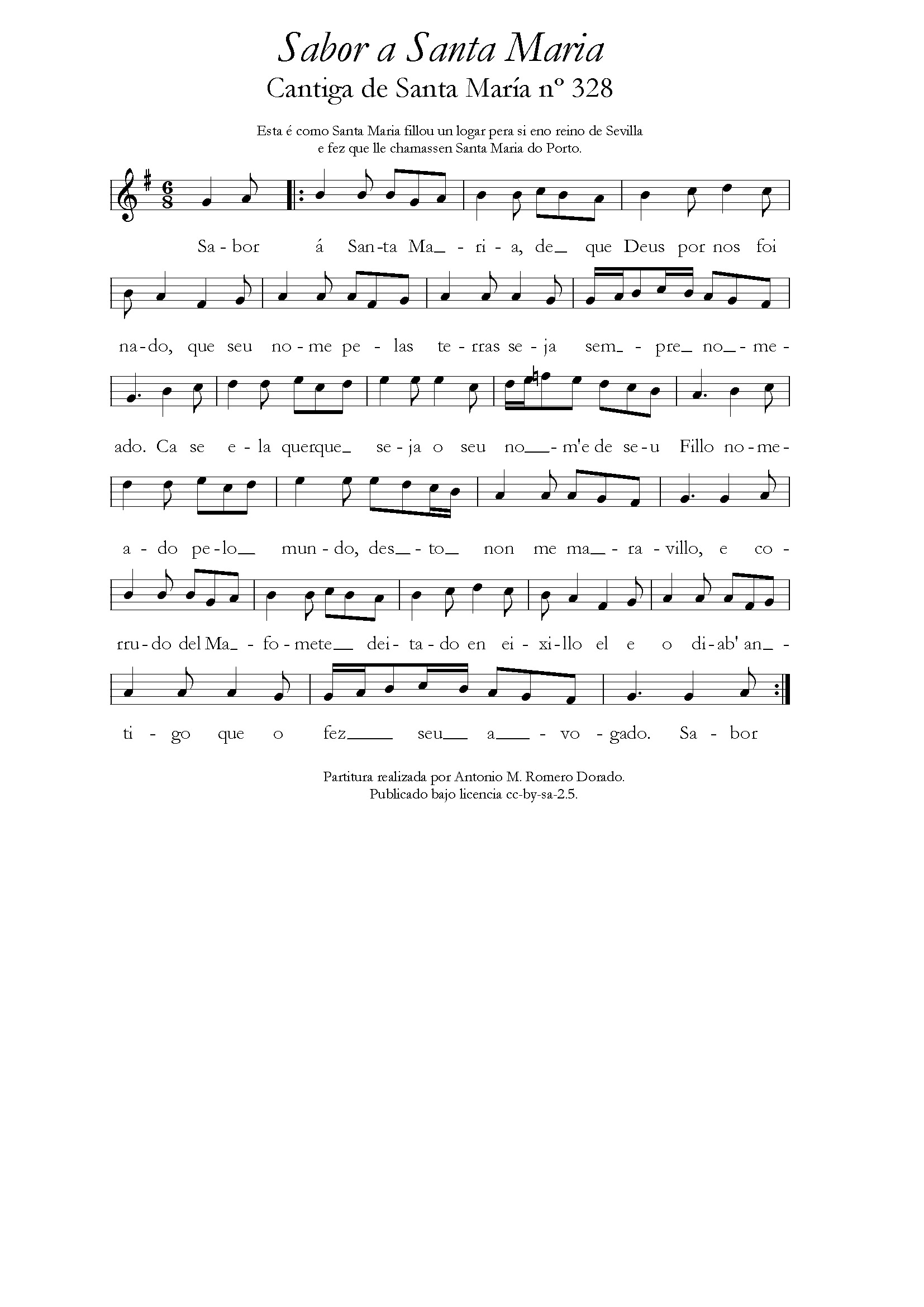
Cantiga de Santa María 328

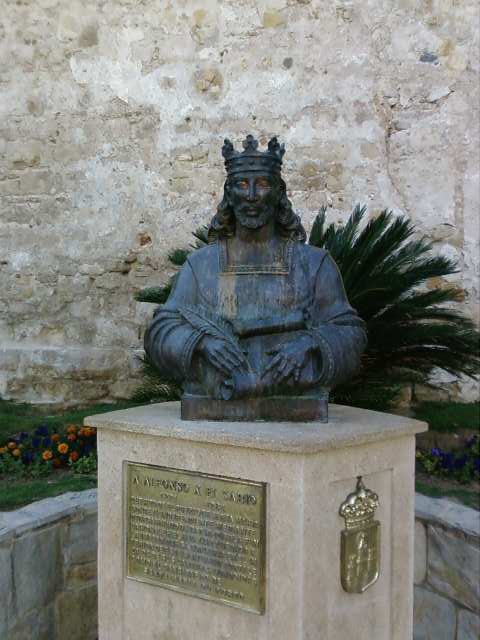
«A Alfonso X El Sabio (1221-1284) que hizo de El Puerto de Santa María concejo independiente mediante otorgamiento de carta-puebla fundacional en el año 1281 y dedicó a la imagen que se conserva en el interior de este santuario fortaleza 24 de sus cantigas conocidas como El cancionero de Santa María de Porto»

En 1260, Alfonso X el Sabio conquistó la ciudad a los musulmanes y le cambió el nombre árabe de Alcanatif por el de Santa María del Puerto. Este nombre era el original de Santoña (Cantabria) y muchas de las familias que repoblaron esta ciudad provenían de allí, por lo que adoptaron esta nueva denominación. Este hecho es el argumento del texto de la Cantiga de Santa María n.º 328, que forma parte del Cancionero de Santa María del Puerto. Dicho monarca organizó el repartimiento de las tierras y otorgó la Carta Puebla, pasando a formar parte desde entonces de la Corona de Castilla, como territorio del Reino de Sevilla. En 1279 Alfonso X otorgó a la Orden de Santa María de España el señorío de El Puerto de Santa María, aunque la orden desapareció en 1280. En 1281 el mismo rey Alfonso otorga Carta Puebla con el nombre de Gran Puerto de Santa María. Sancho IV se lo vendió en 1284 a Benedetto Zaccaría, a quien Guzmán el Bueno compró la mitad en 1295 o 1299, dependiendo de la fuente. En 1306 esta mitad fue aportada como dote por Leonor de Guzmán, nieta de Guzmán el Bueno, a su matrimonio con Luis de la Cerda. En 1357 se unificó todo el municipio bajo el mismo señorío y en 1369 Bernardo de Foix, marido de Isabel de la Cerda, recibió el condado de Medinaceli, origen de la casa nobiliaria homónima. En 1479 sus descendientes recibieron el título de condes de El Puerto de Santa María.

### Edad Moderna
Cristóbal Colón, entre 1483 y 1486 (aunque algunos investigadores apuntan al periodo 1490-91), fue huésped de los señores de El Puerto y recibió aportación para emprender el viaje que le llevaría al descubrimiento del Nuevo Mundo. Colón también estuvo en El Puerto en 1493, preparando el segundo viaje. Aquí se pertrechó la Santa María, propiedad del marino Juan de la Cosa, que fue piloto de Colón en 1492, y que en 1500, en El Puerto de Santa María, fecha el primer mapa que incluye América.
Al hablar del Descubrimiento de América hablamos de un acontecimiento que engloba multitud de aspectos. Por una parte, el hecho científico en el que se constata la teoría de la Tierra como esfera; por otro lado, el cambio que a partir de entonces acontece en el orden económico y político mundial. Y por último, el encuentro de mundos, nuevos entre sí, que hasta entonces no habían tenido contacto, o al menos de un modo muy evidente. Estos tres aspectos se hacen más palpables en las ciudades que estuvieron directamente implicadas en este acontecimiento, como es el caso de El Puerto de Santa María.
Ya a principios del siglo XVI, las calles de la ciudad se convierten en una aglomeración de comerciantes que vienen del Nuevo Mundo, siendo el Puerto de Santa María uno de los primeros lugares en donde se puede ver y comprar los productos de la otra parte del océano. Su infraestructura en astilleros, instituciones de comercio y formación de marineros y navegantes, la situó por delante de la mayoría de ciudades portuarias.

#### SiglosXVIyXVII

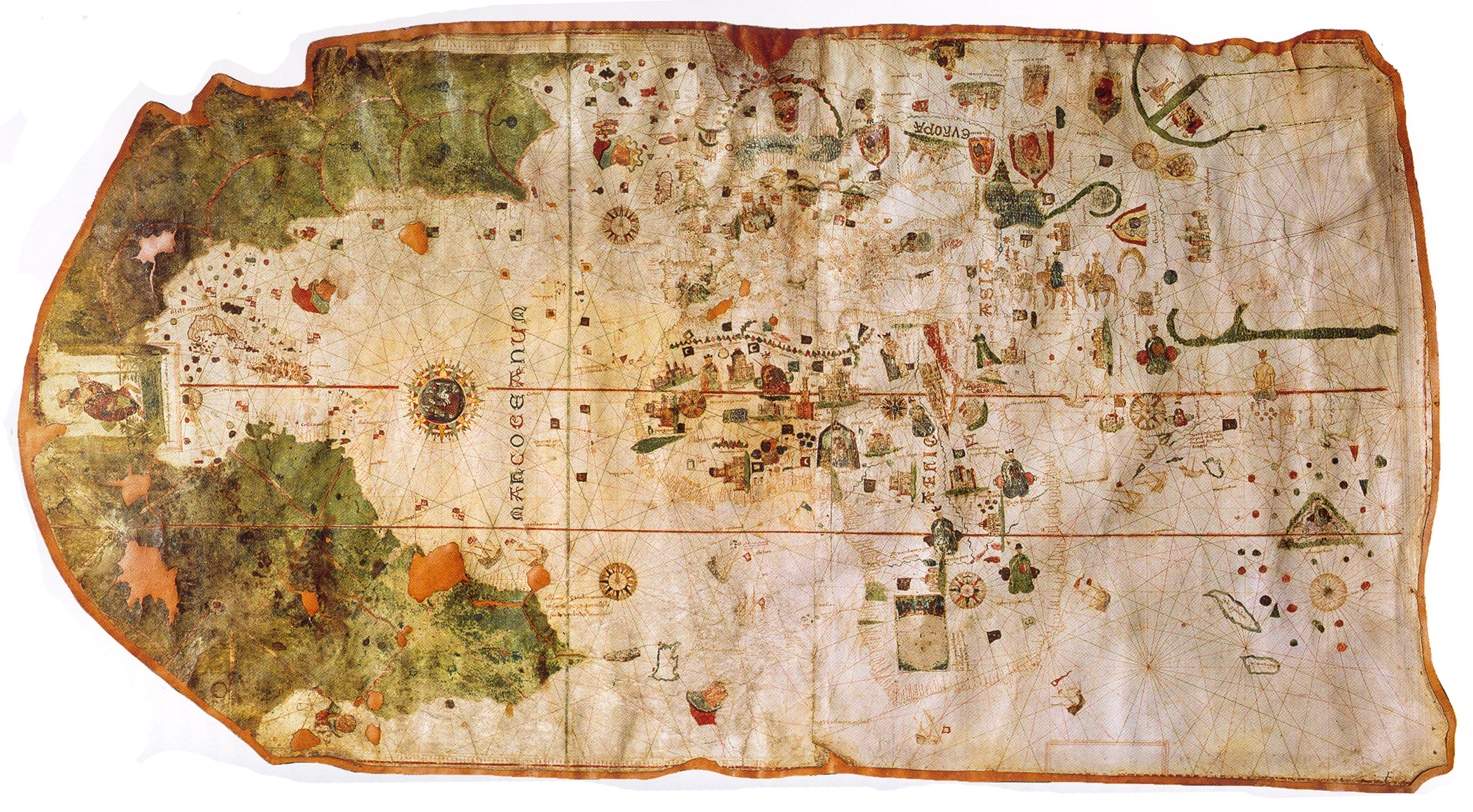
Mapa hecho en El Puerto por Juan de la Cosa en 1500. Es el primer mapa que muestra de forma indiscutible el continente americano

A mediados del siglo XVII, tras la Conspiración del Duque de Medina Sidonia, el Puerto reemplaza a Sanlúcar de Barrameda como sede de la Capitanía General de la Mar Océana, por lo cual los acontecimientos políticos y bélicos del Atlántico pasan a hacerse notar de una forma muy directa en la evolución de la ciudad.
Su condición mercantilista la configuró como residencia de comerciantes (cargadores a Indias) que, al construir sus lujosas viviendas, conformaron un conjunto monumental jalonado de casas-palacio con una estructura de entreplanta adaptada a su administración y diversos edificios civiles y religiosos, de los que aún podemos disfrutar en su mayoría.
Y por último, y no por eso menos importante, el devenir de esta ciudad, acostumbrada a recibir viajeros procedentes de todos los rincones del mundo, y la variedad de orígenes de sus pobladores, la convirtió en un lugar donde todos aquellos que se acercan encuentran un poco de su propia historia.
Durante los siglos XVI y XVII, El Puerto es invernadero y base de las Galeras Reales y sede de la Capitanía General del Mar Océano, como ya hemos comentado. Este hecho determinaría su protagonismo en la preparación de importantes expediciones navales de carácter militar. Es de interés visitar la plaza de las Galeras Reales, centro neurálgico de la vida de la Ciudad en el pasado y del turismo en la actualidad.

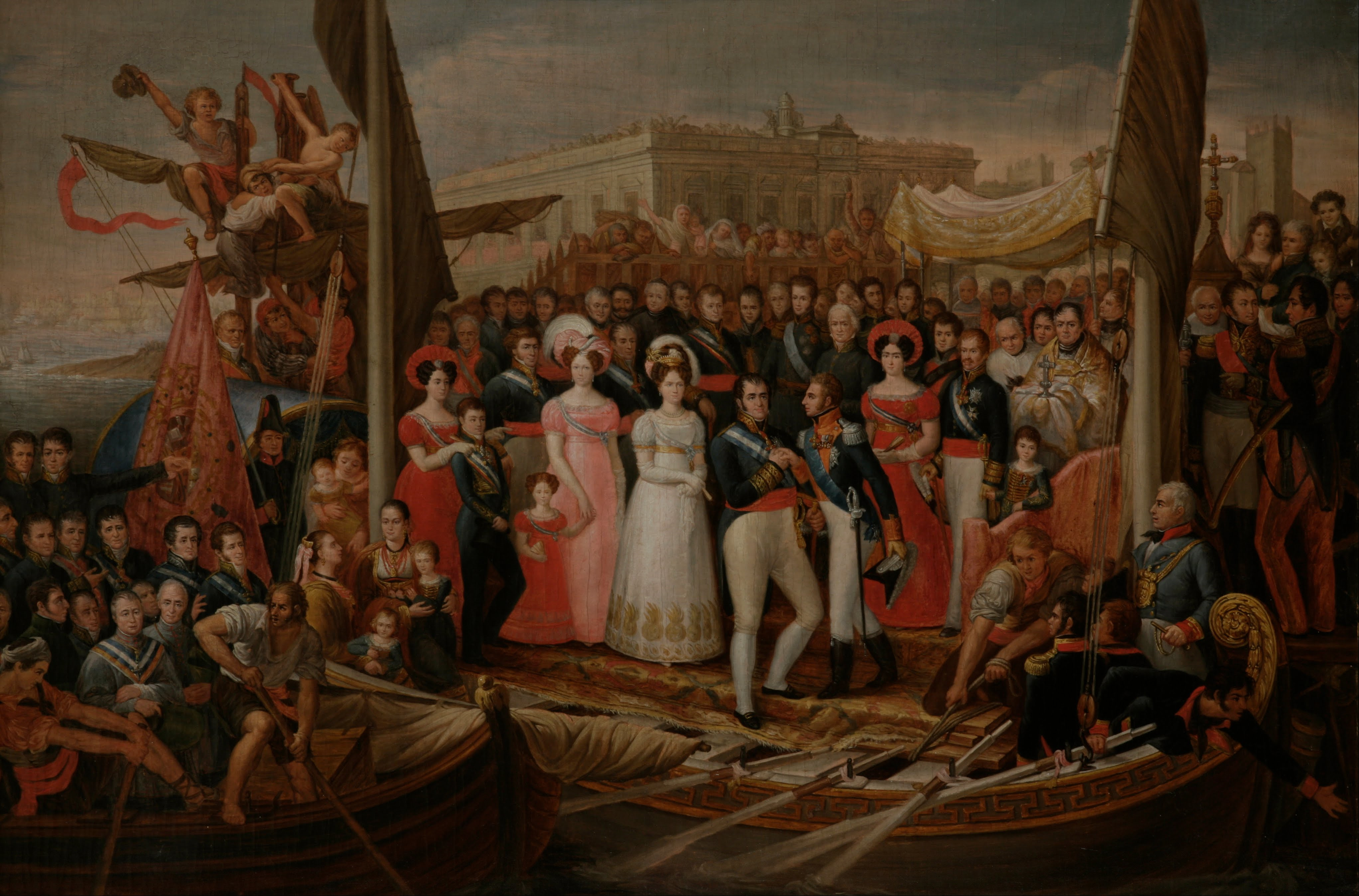
Desembarco del rey Fernando VII en El Puerto de Santa María, el 1 de octubre de 1823

#### Siglos XVIII
Proclamado rey Felipe V, la ciudad pide su incorporación a la Corona, lo que sucede el 31 de mayo de 1729, en que la Corte se traslada a veranear aquí ese año y el siguiente. El carácter veraniego se pone de moda en la ciudad cuando, en 1729 y 1730, Felipe V, el primero de los Borbones, la escoge como residencia oficial veraniega.

### Edad Contemporánea
El siglo de las luces, con una importante actividad mercantil y un gran número de ilustrados magnates asentados en la ciudad, daría paso en los primeros años del siglo XIX a una ciudad convertida en cuartel general del ejército francés durante la guerra de la Independencia, bajo el reinado de José Bonaparte (1810-1812).
Durante el reinado de Fernando VII (1814-1833), en el periodo del trienio liberal (1820-1823), El Puerto es nuevamente ocupado y tomado como cuartel general por tropas de la Santa Alianza, ejército francés conocido por los Cien Mil Hijos de San Luis, al mando del duque de Angulema, con el fin de acabar con la resistencia liberal refugiada en Cádiz y libertar al rey Fernando VII. Liberado el rey, este desembarca en El Puerto y deroga la Constitución de 1812, imponiendo de esta forma el poder absoluto de la corona.
A partir de este momento, los avatares de la historia, las sucesivas desamortizaciones religiosas y civiles, los cambios sociopolíticos de cada momento, así como el desarrollo de la industria bodeguera, provocan la expansión de la economía local y el espacio urbano, marcando la vida y las gentes de esta ciudad.

#### sigloXX
Tras un fuerte período de recesión con la pérdida de las últimas colonias de ultramar del imperio español, en el siglo XX se optó por nuevas vías para la expansión económica y para ello se explotó el comercio del vino con prestigiosas bodegas instaladas en la ciudad, además se mejoraron las infraestructuras para potenciar el turismo que han sido su principal fuente de ingresos de la ciudad hasta nuestros días.

El Puerto de Santa María en 1928

#### Dictadura de Primo de Rivera
Las últimas elecciones antes de 1923 redundan en un ayuntamiento formado por personas de las clases más acomodadas de la ciudad.
Claro ejemplo del desajuste en la política local es la formación del Somatén, de fuerza paramilitar, que contó principalmente con un apoyo local de carácter simbólico y propagandístico. También cabe destacar el funcionamiento de la Unión Patriótica, fundada con intención de moderar el dominio total de la oligarquía en la industria vitivinícola. Tuvo un éxito muy discreto.

#### Segunda República
En esta época el Penal de El Puerto cobra una fama durante los años de la II República y más tarde con la dictadura militar franquista al albergar entre sus muros presos políticos de relevancia nacional.

## Demografía
| Gráfica de evolución demográfica de El Puerto de Santa María entre 1842 y 2021                                      |
| |
| Población de derecho según los censos de población del INE Población de hecho según los censos de población del INE |

Las personas del municipio tienen el gentilicio de portuenses. La denominación popular para nombrar al tipo folclórico, natural de El Puerto de Santa María, es coquinero/a. El antiguo gentilicio 'porteños' ha estado reconocido por el Diccionario de la Real Academia Española, al menos entre los diccionarios publicados entre 1884 y 1989. Entre esa fecha y 1992, ni portuenses ni porteños. Desde 1992, portuenses. Cualquiera de las tres acepciones (coquinero, portuense o porteño) para referirse a los nacidos o residentes en El Puerto de Santa María, es válida.

## Economía

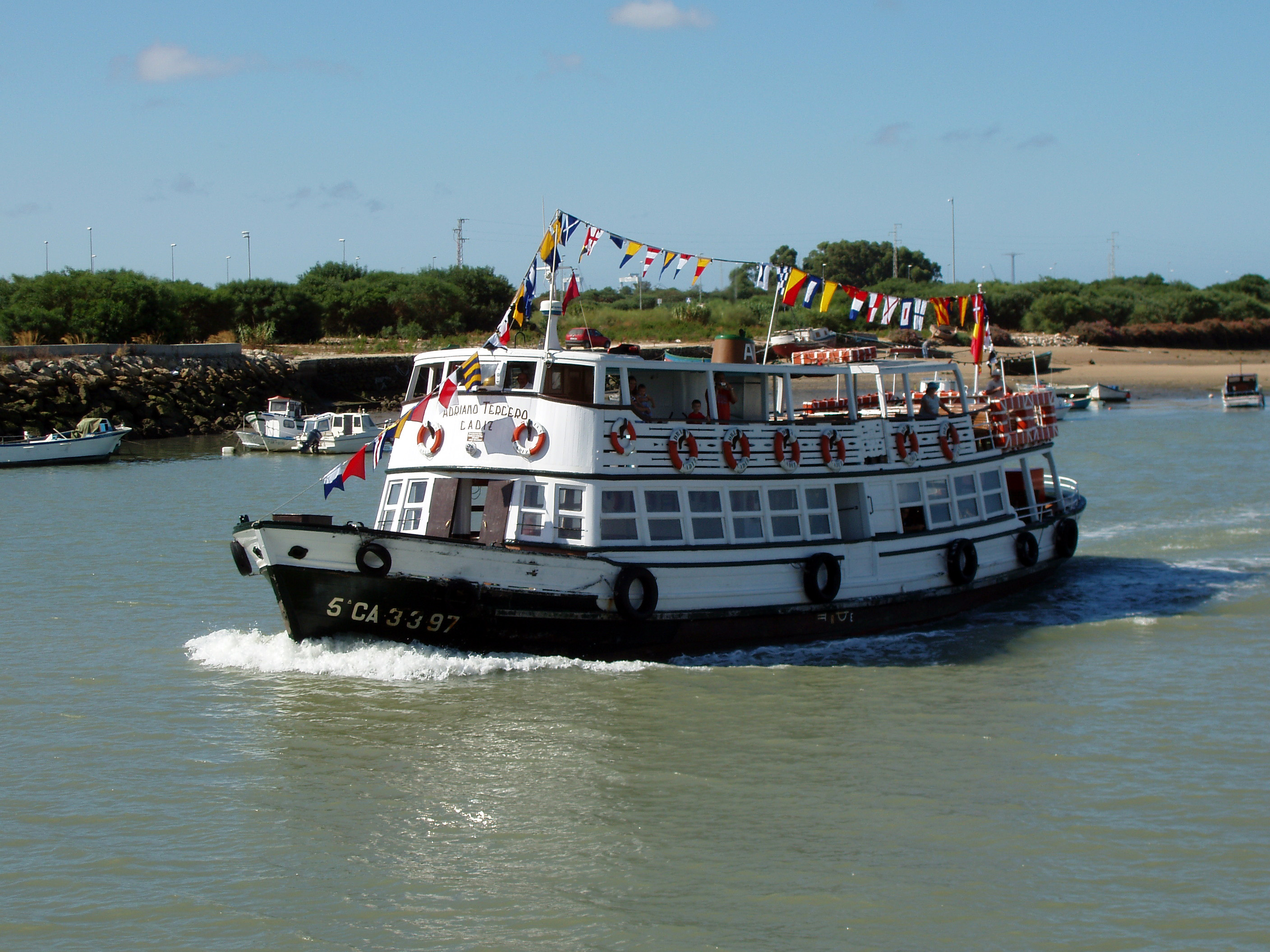
El Vaporcito de El Puerto surcando el Guadalete. (Ver panorámica). También se le ha dedicado una canción popular (Ver partitura, también en PDF)

Su principal actividad económica ha sido tradicionalmente la pesca y las industrias relacionadas con dicha actividad, como las conserveras, rederías, salinas, etc.; si bien actualmente es destacable el sector terciario y, dentro del mismo, el turismo internacional y el nacional o de veraneantes, que principalmente es de playa durante todo el verano. La hostelería destaca como sector dinamizador de esta ciudad gaditana. Tiene un significativo desarrollo comercial en el centro e importante en su periferia, albergando algunos de los mayores centros comerciales y de ocio de la Bahía de Cádiz.
También destaca por su pasado histórico, su repercusión socioeconómica y su huella en el urbanismo portuense la industria vitivinícola, fundamentada en la producción de vino fino de gran calidad y alto prestigio internacional de la denominación de origen Jerez-Xeres-Sherry. Las principales bodegas de la ciudad son: Osborne, Terry, Caballero, 501, Gutiérrez Colosía, Grant y Obregón. Se ha creado como un recurso de enoturismo, la Ruta Urbana del Vino y Brandy de El Puerto.
En la ciudad está el centro El Toruño, perteneciente al Instituto de Investigación y Formación Agraria y Pesquera (IFAPA), así como instalaciones petrolíferas de CLH, desde la que empieza el oleoducto a Zaragoza.
En la actualidad cuenta con 5 centros comerciales: El Paseo, Vistahermosa, El Ancla, Las Redes y BahíaMar.

### Evolución de la deuda viva municipal
El concepto de deuda viva contempla sólo las deudas con cajas y bancos relativas a créditos financieros, valores de renta fija y préstamos o créditos transferidos a terceros, excluyéndose, por tanto, la deuda comercial.
| Gráfica de evolución de la deuda viva del Ayuntamiento entre 2008 y 2024                                           |
| |
| Deuda viva del Ayuntamiento de El Puerto de Santa María, en miles de euros, según datos del Ministerio de Hacienda |

## Patrimonio

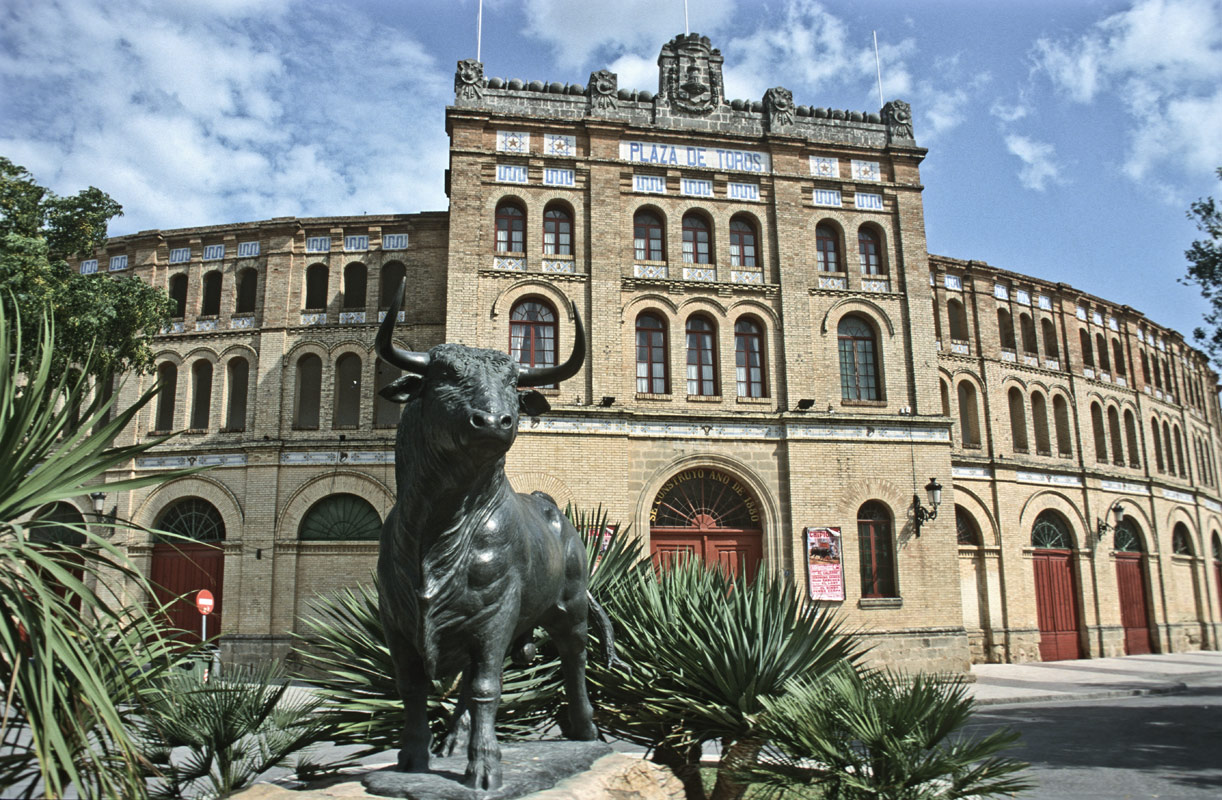
Plaza de toros de El Puerto

### Monumentos históricos
En la arquitectura de El Puerto de Santa María han dejado constancia las civilizaciones que han habitado la ciudad, con un conjunto monumental muy atractiva, tanto en edificios religiosos como civiles, con influencias tanto de romanos como árabes, etc. En el patrimonio histórico-artístico de la ciudad pueden observarse varios estilos como gótico, mudéjar, barroco, rococó, neoclasicismo, etc.

#### Iglesia Mayor Prioral

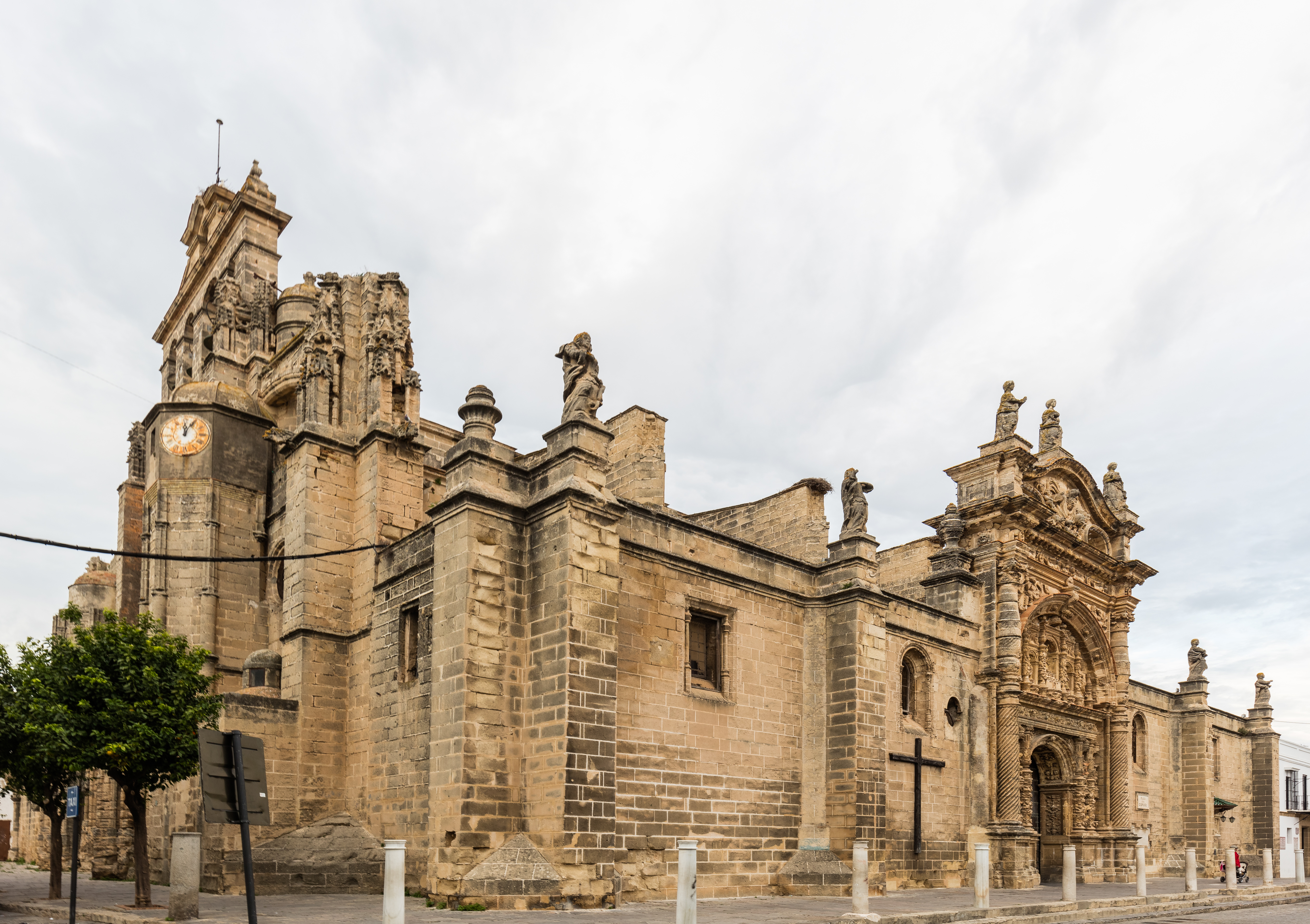
Iglesia Mayor Prioral

Se levanta en la parte alta de la ciudad, y su fábrica está documentada desde el año 1486, coincidiendo con la etapa de apogeo constructivo que fomentan los Duques de Medinaceli, señores jurisdiccionales de la entonces villa y promotores de esta obra. Como la mayoría de los grandes edificios de esta zona y la propia Catedral de Sevilla, la iglesia se construye con piedra arenisca procedente de la sierra de San Cristóbal. El primer Maestro de Obras de esta iglesia del que se tienen noticias es Alonso Rodríguez, quien trabajaba por entonces en la catedral hispalense y en algunas otras iglesias de aquella diócesis, así como en el Monasterio de la Victoria de esta localidad, de financiación ducal, de 1504. En el año 1493 el templo ya se encontraba abierto al culto, aunque aún tardaría años en concluirse. De esta primera etapa se conserva la fachada de los pies o Del Perdón, de estilo gótico tardío; quizás inacabada por A. Rodríguez, o puede que arruinada, como otras partes del templo, a raíz del terremoto de 1636.
Se inauguró el templo reconstruido, aunque no definitivamente terminado, en el año 1671. Del interior de la iglesia, donde existen muchas e interesantes obras de arte, se pueden destacar el magnífico retablo de plata mexicana realizado en 1682 por el platero José Medina en San Luis de Potosí (México), situado en la Capilla del Sagrario; el retablo barroco del siglo XVI de la Capilla de la Virgen de los Milagros, de la escuela de Pedro Duque Cornejo; la sillería del Coro, atribuida a Juan Bautista Vázquez El Joven, y el baldaquino monumental de estilo neoclásico levantado en el centro del presbiterio a finales del siglo XVIII por el reconocido arquitecto local Torcuato Benjumeda.

#### Castillo de San Marcos

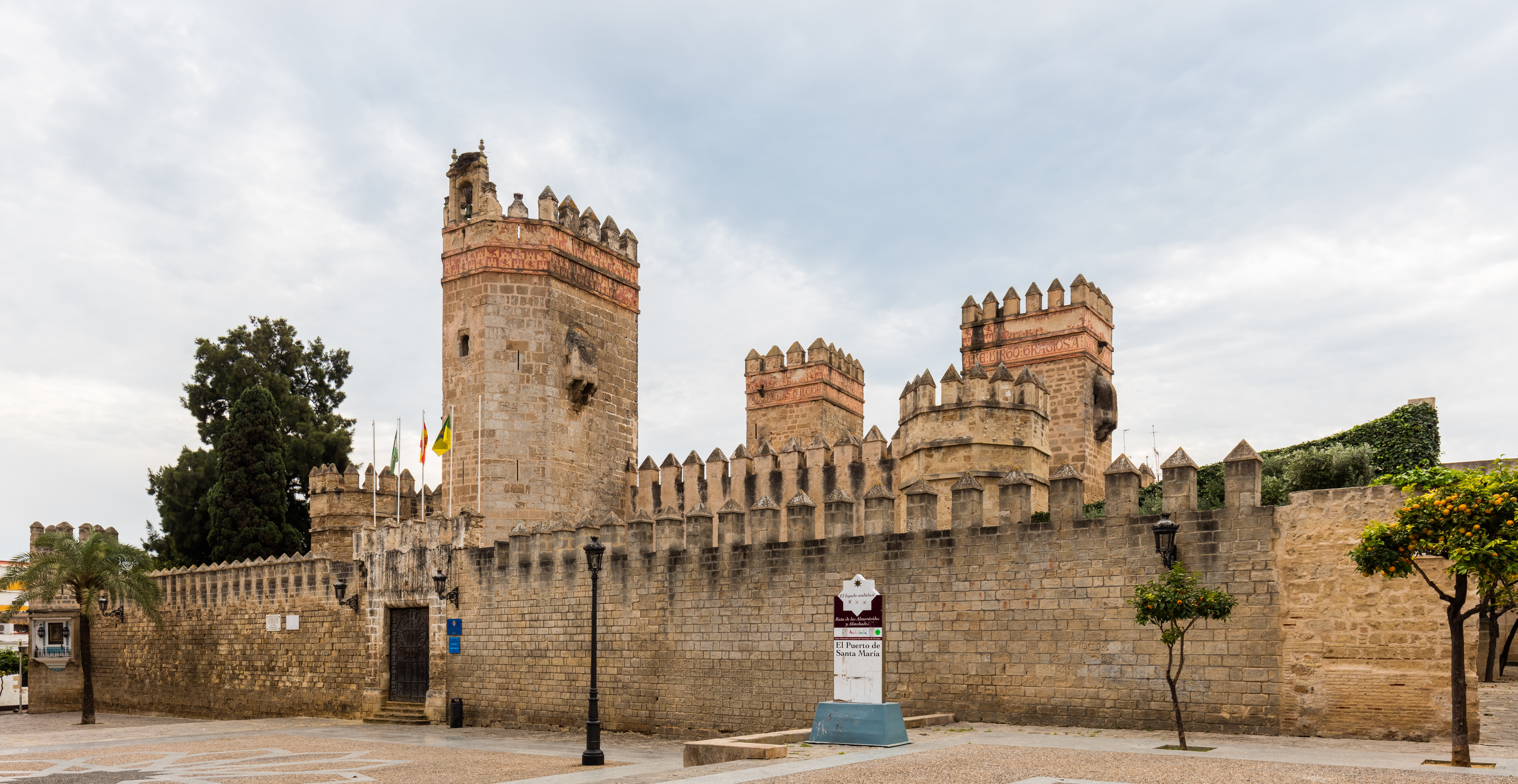
Castillo de San Marcos

El Castillo de San Marcos de El Puerto de Santa María se construye a partir de una antigua mezquita islámica que se transforma en iglesia fortificada en tiempos de Alfonso X El Sabio hacia el año 1264, quien refuerza su cimentación aprovechando los restos de un edificio romano próximo, dotándolo de cubiertas abovedadas y fortificando el santuario con cuatro torres, dos de planta hexagonal y las otras dos de planta cuadrangular, utilizándose la planta baja de las primeras como capilla mayor para la Virgen de los Milagros. Aún se conservan el muro de la quibla donde se situaba el mihrab y el aspecto almohade de la construcción, que se hace patente en las líneas horizontales y lisas con resalto de la parte alta que remata exteriormente la torre hexagonal y en sus bóvedas esquifadas. En esta iglesia instala el rey Alfonso X su nueva Orden militar de Santa María de España, que pronto desapareció al quedar fundida con la Orden de Santiago.
Cuando la ciudad se incorpora a la Corona de Castilla en 1729, la casa de Medinaceli retiene la propiedad del castillo que es clausurado en 1868 y abandonado hasta su restauración, por los años 40 del siglo XX. Las circunstancias de la construcción de esta iglesia-fortaleza quedaron reflejadas en las Cantigas de Alfonso X, y mucho más tarde, en 1823, su estado queda minuciosamente descrito en la obra de Fernán Caballero, Un servilón y un liberalito, novela que queda ambientada en este viejo castillo-santuario.

#### Monumentos religiosos

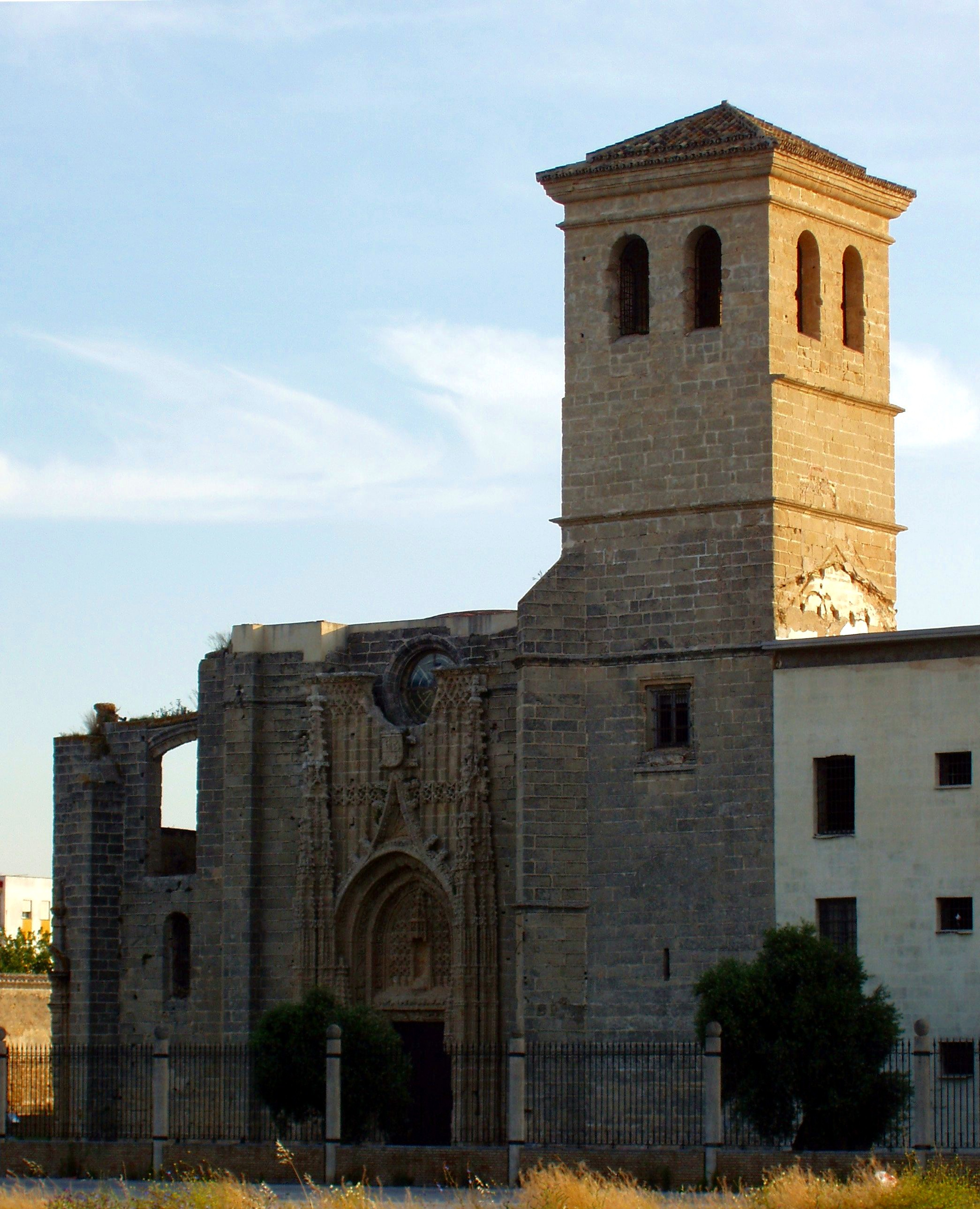
Monasterio de la Victoria

- Monasterio de la Victoria, antiguamente usado como prisión, el Penal de El Puerto
- Ermita de Santa Clara
- Convento del Espíritu Santo, siglo XV-XIX
- Convento de San Francisco (siglo XVI)
- Convento de San Agustín, siglo XVI.
- Convento de la Purísima Concepción, siglo XVI-XVIII.
- Convento de Santo Domingo. Siglo XVII.
- Convento de Las Esclavas. Siglo XVIII.
- Convento de las Capuchinas. Siglo XVIII.
- Convento de Las Carmelitas. Siglo XIX.
- Iglesia de San Juan de Dios. Siglo XVII.
- Iglesia de San Joaquín. Siglo XIX.
- Hospital de la Divina Providencia. Siglo XVIII.
- Ermita de los Caminantes. Siglo XVIII.
- Capilla de la Aurora. Siglo XVIII.

#### Palacios

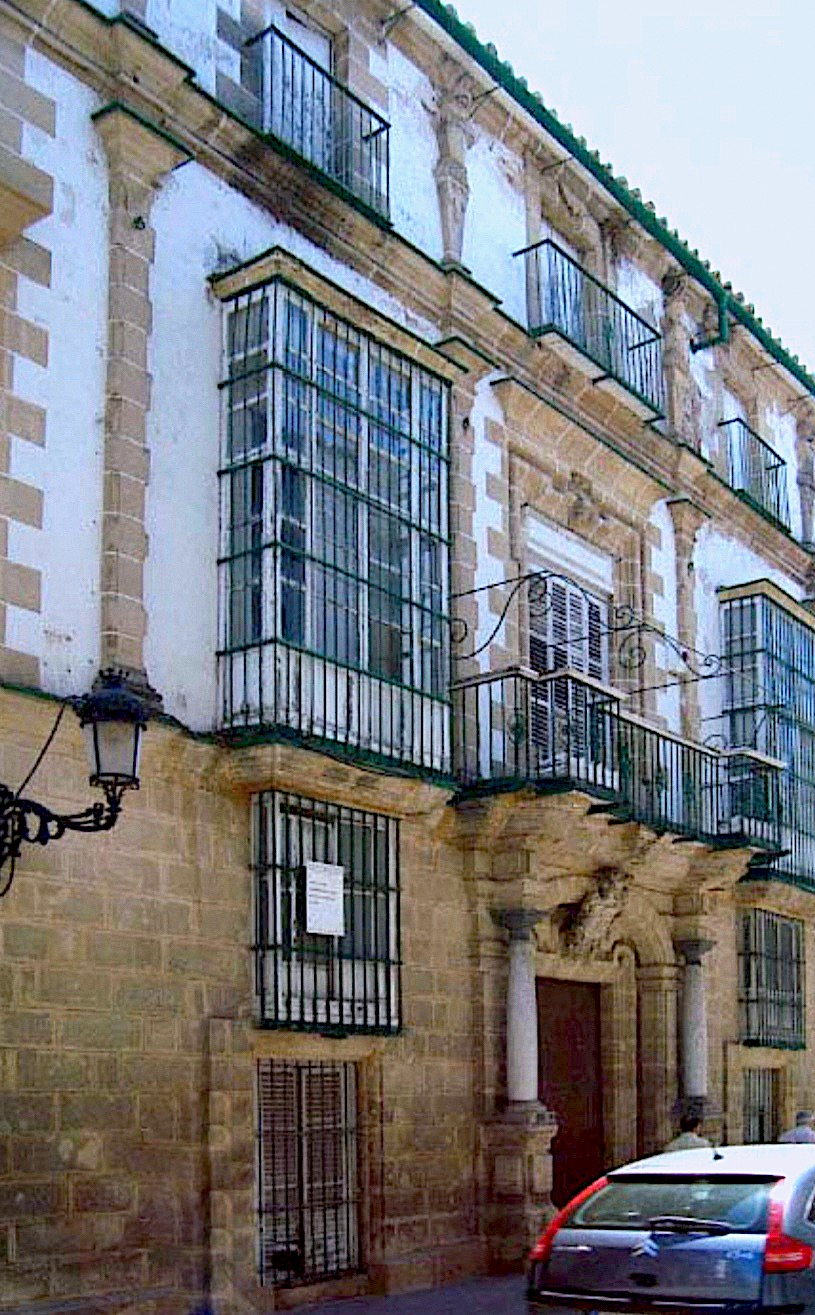
Palacio Álvarez-Cuevas

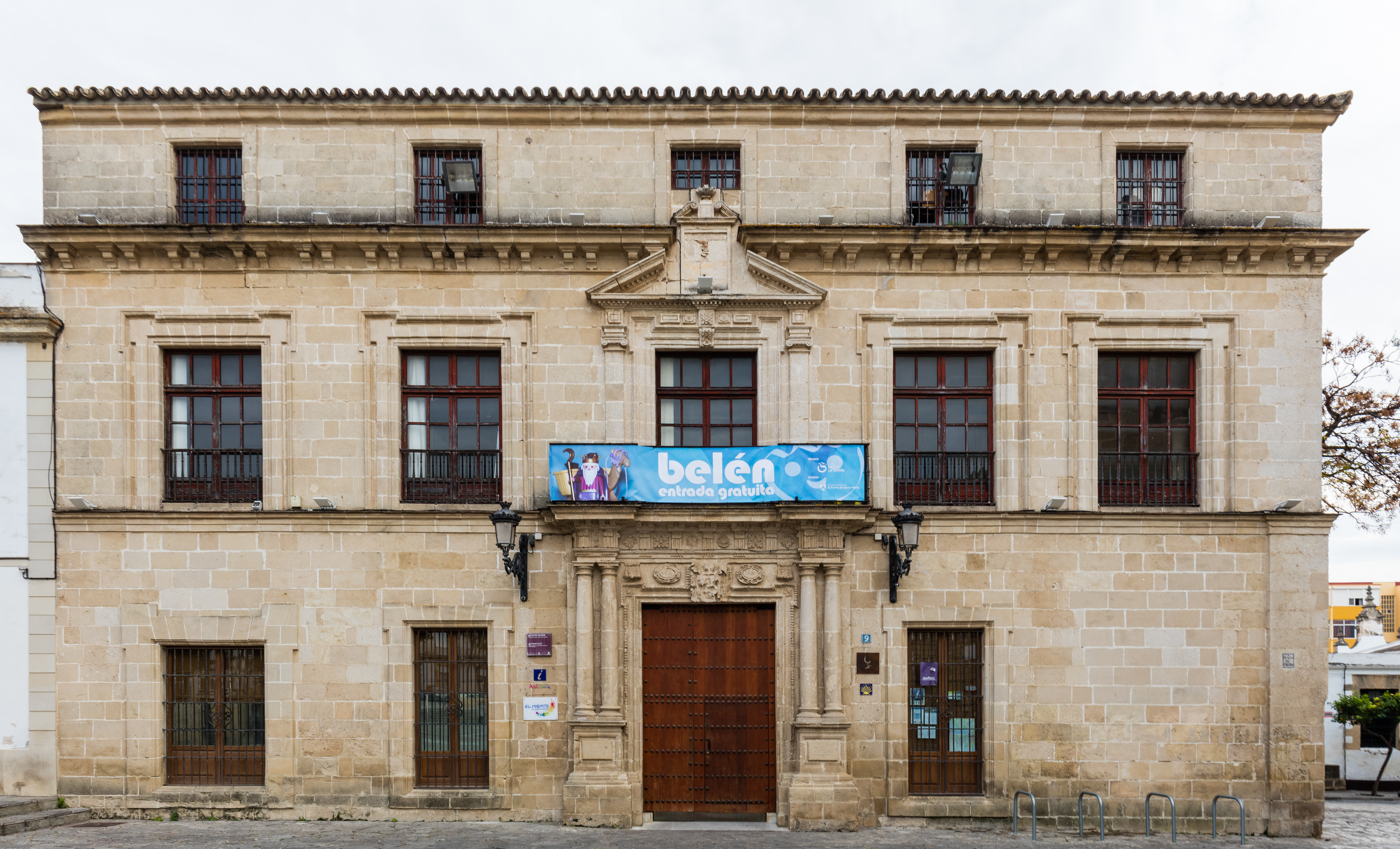
Palacio de Araníbar

- Casas-palacio de Cargadores a Indias (ss. XVII-XVIII)
- Palacio Álvarez-Cuevas
- Casa Vizarrón
- Palacio de Araníbar

#### Otros monumentos
- Fuente de las Galeras

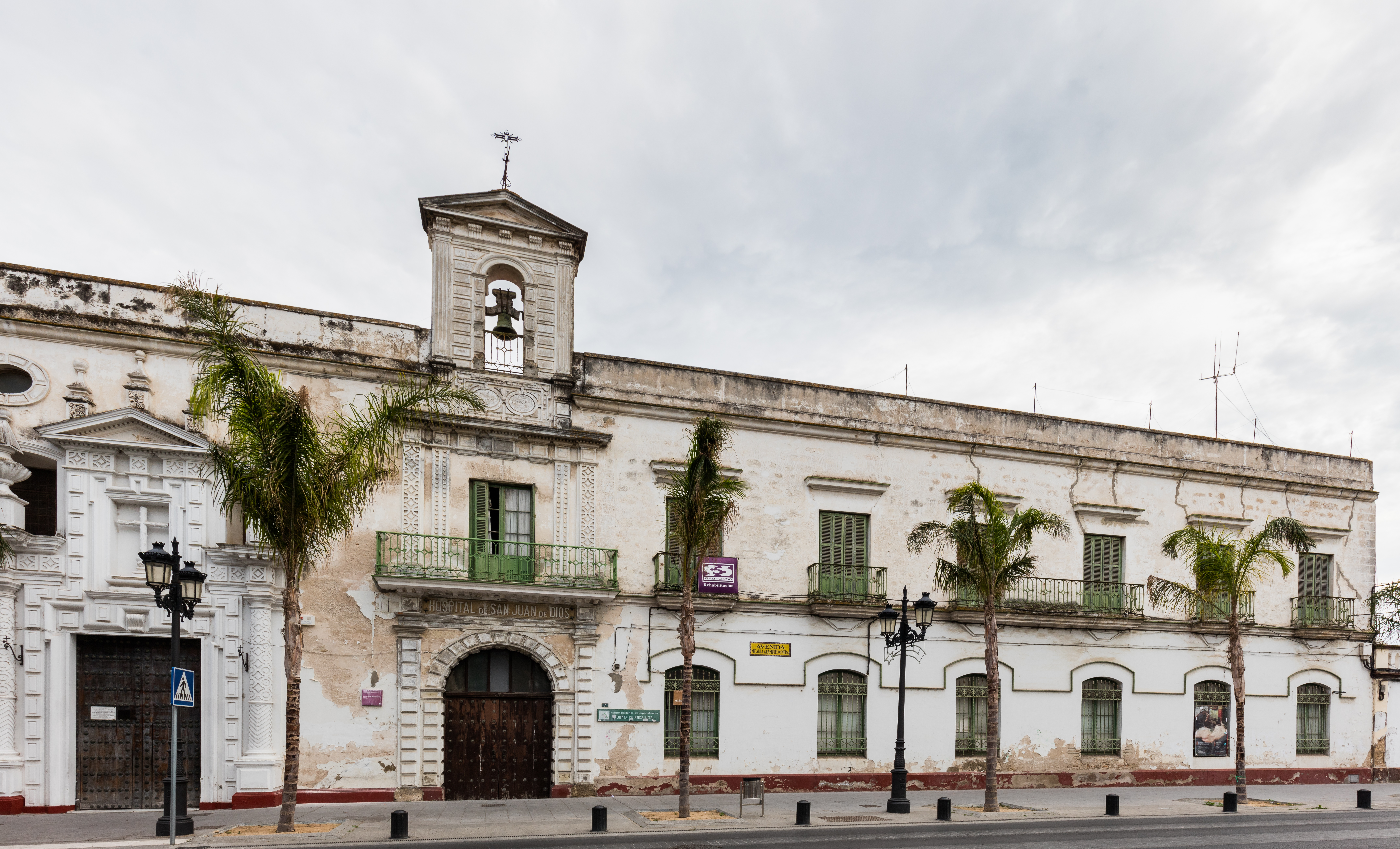
Hospital San Juan de Dios

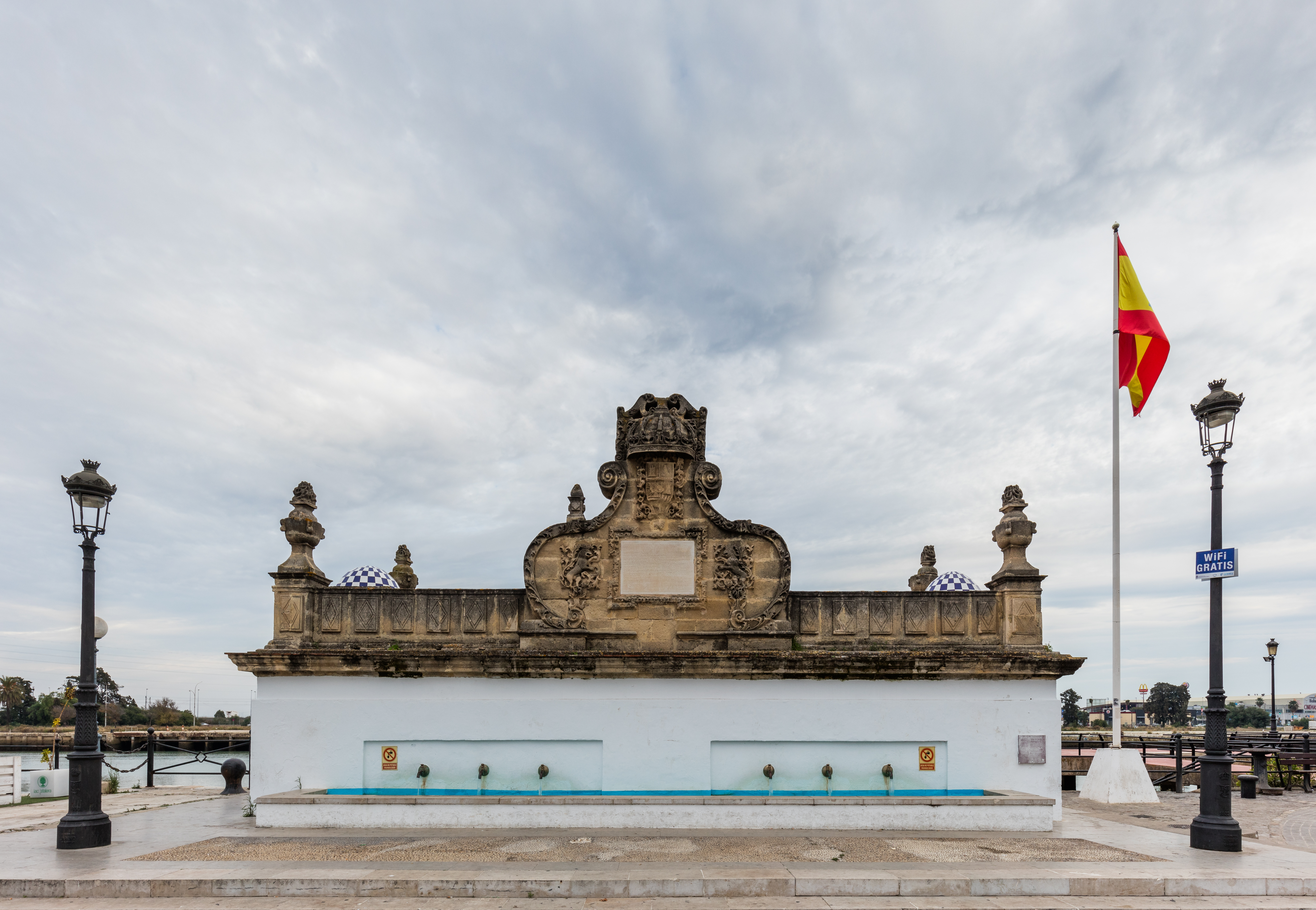
Fuente de las Galeras

- Antigua Lonja de El Puerto (siglo XVIII)
- Monumento a Paquirri
- Edificio San Luis Gonzaga
- El Vapor de El Puerto
- Complejo endorreico del Puerto de Sta. María
- Conjunto urbano bodeguero Campo de Guía (siglo XIX)
- Plaza de toros de El Puerto
- Castillo de Santa Catalina del Puerto

#### Parques y jardines

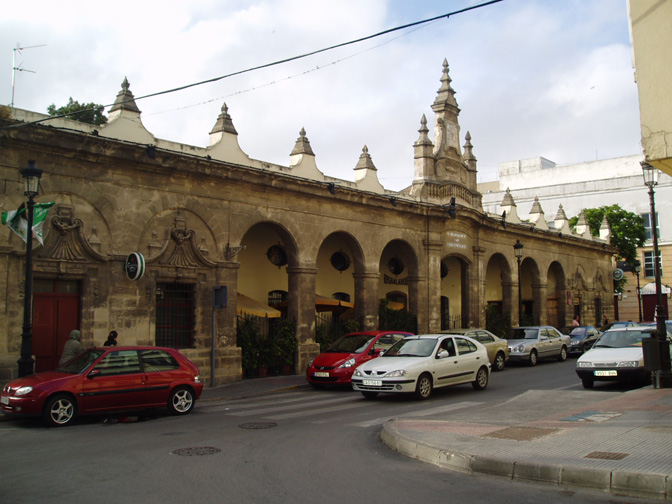
Antigua lonja

- Parque Calderón
- Parque de Europa
- Parque de la Vitoria
- Parque del Vino Fino
- Parque de La Arboleda
- Parque el Juncal

#### Plazas y alamedas
- Plaza de España
- Plaza Isaac Peral
- Plaza Polvorista
- Plaza del Ave María
- Plaza de la Cárcel
- Plaza de la Herrería
- Plaza Elías Ahuja

#### Yacimientos
- Yacimiento arqueológico de Doña Blanca
- Yacimiento El Aculadero

## Servicios

### Educación

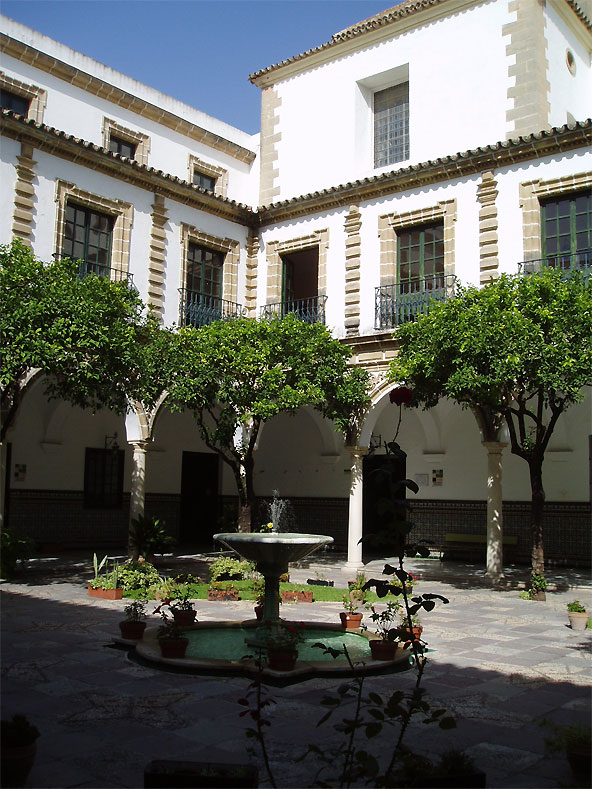
Patio del IES Santo Domingo

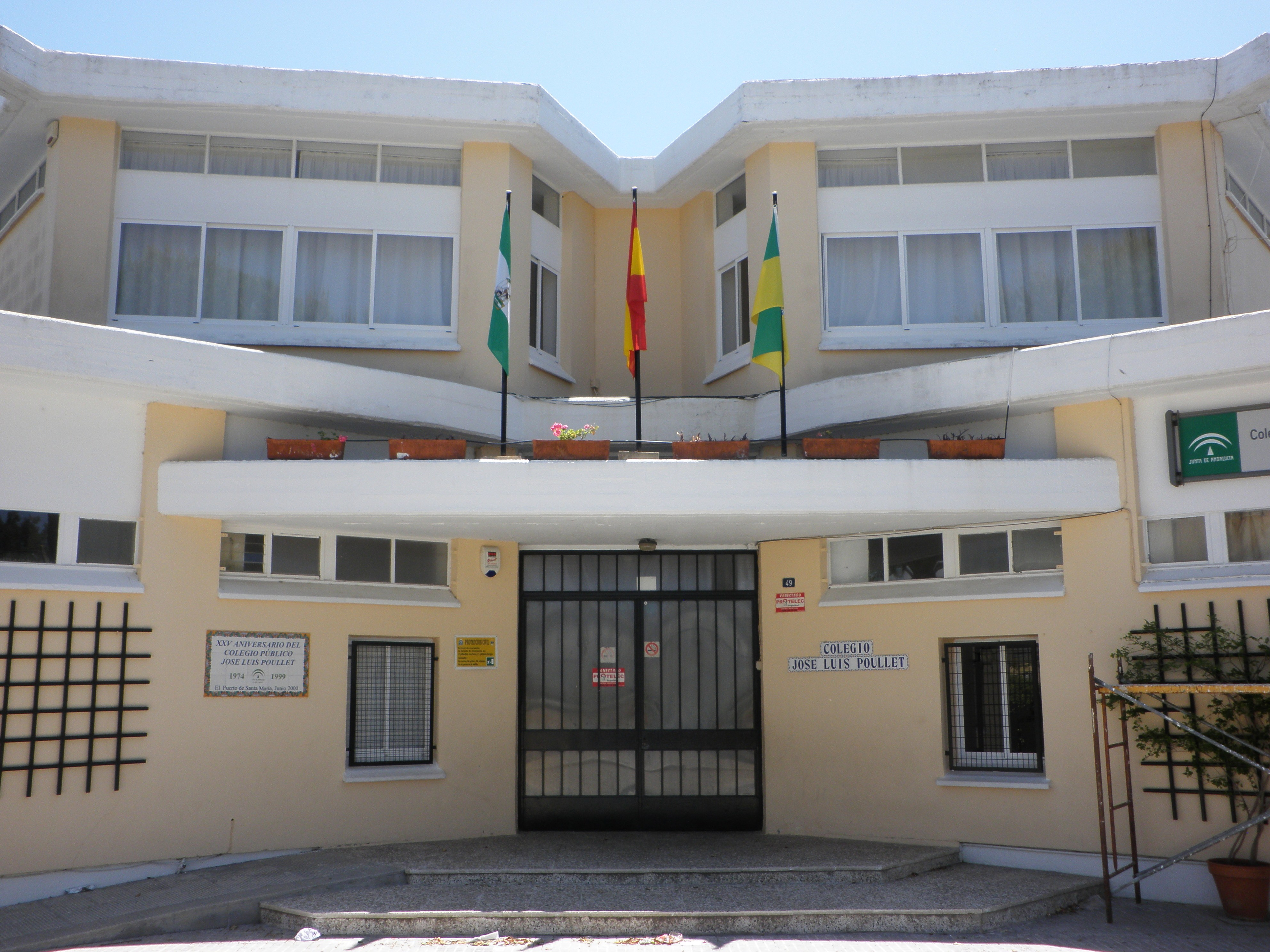
Colegio Público José Luis Poullet

| Colegios públicos - CP Menesteo - CP Sagrado Corazón - CP Cristóbal Colón - CP El Juncal - CP Sericícola - CP Valdelagrana - CP Castillo de Doña Blanca - CP La Gaviota - CP José Luis Poullet - CP Las Nieves - CP Marqués de Santa Cruz - CP Costa Oeste - CP La Florida - CP Pinar Hondo Colegios - Colegio de La Salle-Santa Natalia - Colegio de Nuestra Señora de Lourdes (Esclavas) - Colegio Luisa de Marillac - Colegio del Espíritu Santo - Santa Joaquina de Vedruna, Hnas. Carmelitas - Colegio Ntra. Sra. de la Merced - Colegio Safa-San Luis - C. El Centro Inglés - C. Grazalema - C. Guadalete - CEIP sericícola Institutos - IES Mar de Cádiz - IES José Luis Tejada - IES Pintor Juan Lara - IES Pedro Muñoz Seca - IES Santo Domingo - IES La Arboleda - IES Antonio de la Torre - IES Las Banderas - IES Francisco Javier de Uriarte - IES Valdelagrana Educación especial y de adultos - CEE Mercedes Carbó (especial) - CMEA La Arboleda Pérdida (de adultos) - IES Santo Domingo (de adultos) Conservatorios - Conservatorio de Música Rafael Taboada y Mantilla |

### Agua potable

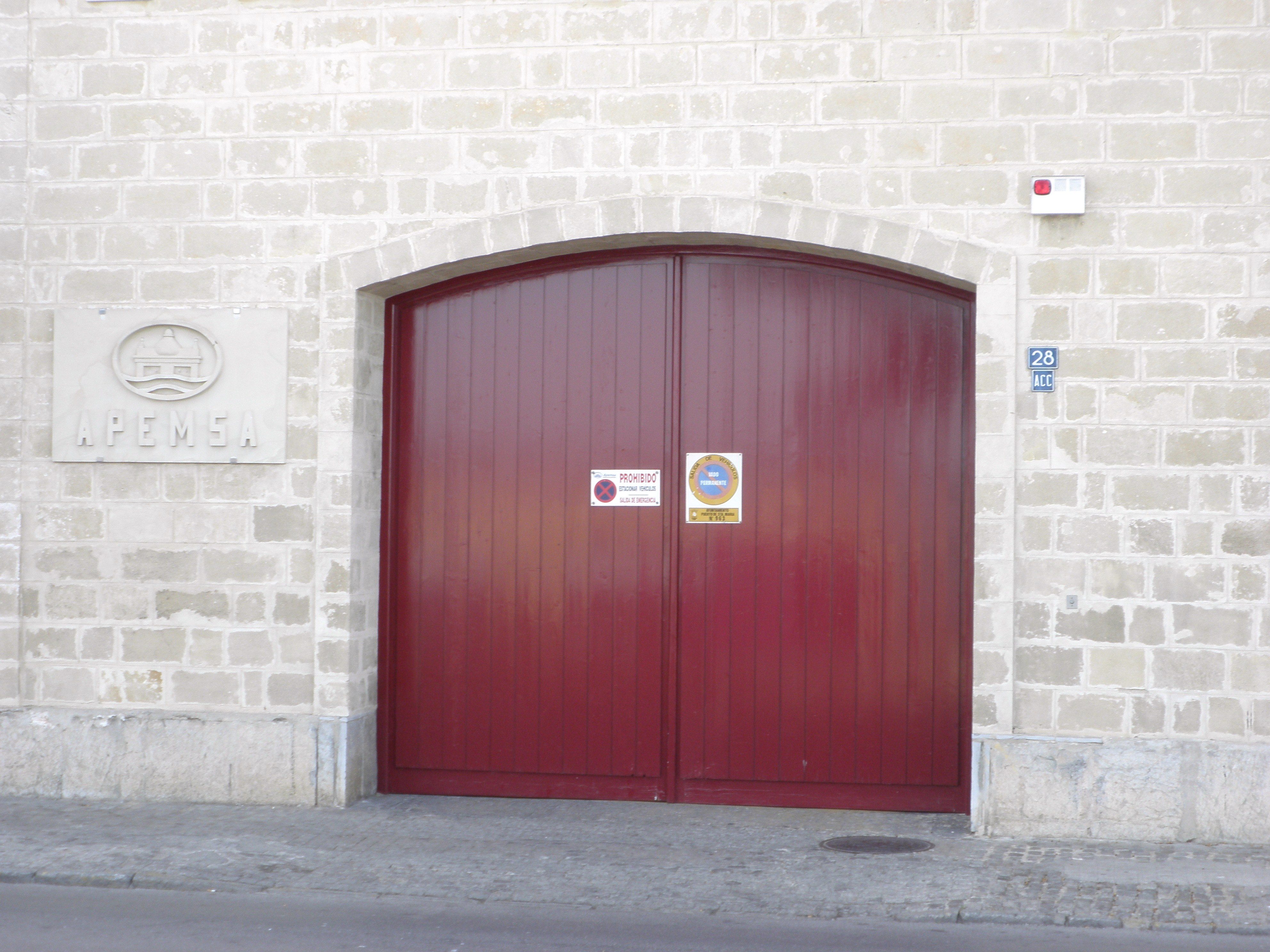
APEMSA

El abastecimiento de agua potable a la ciudad lo realiza Apemsa, sociedad del ayuntamiento creada en el año 1983. Su servicio se basa en el abastecimiento del agua potable, de esta forma su servicio se distribuye en el alcantarillado, y la depuración de los vertidos.

### Residuos y limpieza de vías públicas
FCC es la empresa concesionaria que se encarga de la servicios de limpieza de la ciudad. Su actividades incluyen la recogida de residuos, el cuidado de las playas o la vigilancia de los espacios verdes de la ciudad.

### Abastecimiento
Serecop es una sociedad mercantil que se dedica a la administración de la ciudad.

### Protección de la fauna
El desarrollo y el cuidado de la fauna de la ciudad se lleva a cabo por Imucona, organización que se encarga de la protección de los animales como son camaleón, cigüeña, etc. Su sede se encuentra junto a la estación ferroviaria de la ciudad.

### Comunicaciones

#### Carril-bici
Aunque ha recibido poco impulso por parte del ayuntamiento, y no se encuentran en óptimas condiciones, existen varias zonas con carril-bici en la ciudad:
- En las avenidas de Europa y Valdelagrana, coincidente con la antigua N-IV.
- En la avenida de Fuentebravía.

Hasta la fecha, el casco histórico y avenidas principales carecen por completo del mismo.

#### Autobús
- 0: Servicio nocturno (Bus Búho): Rotonda de la Puntilla > Valdelagrana - Estación > Urbaluz - Los Milagros > Costa Oeste - Fuentebravía.
- 1: Circunvalación: Pinar Hondo - Centro - El Tejar - Juncal - El Paseo > Luis Caballero - Las Nieves - Hospital >
- 2: Circunvalación: Pinar Hondo - La Palma - Pinar Alto - Hospital - Las Nieves - El Juncal > Centro - Guadebro >
- 3: Valdelagrana- Centro -Fuentebravía (costa oeste)
- 4: Crevillet-El Tejar - Urbaluz
- 5: Doña Blanca-Hijuelas
- 6: Plaza de toros-Fuentebravia
- 7: Plaza de España-Las Nieves

Autobuses metropolitanos

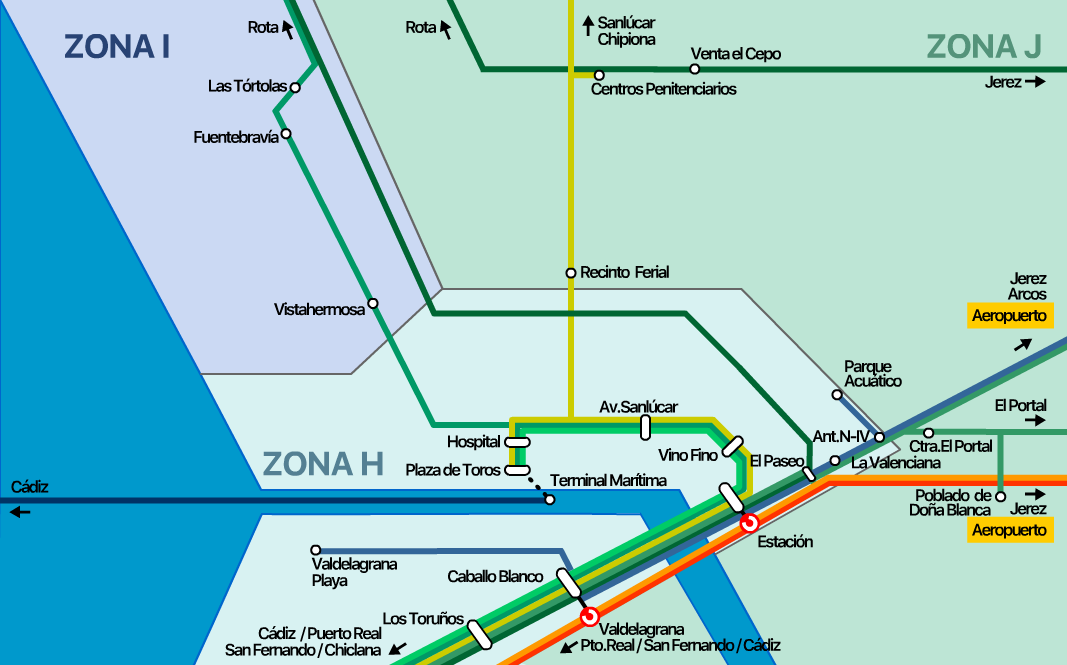
Transportes metropolitanos

El Puerto de Santa María pertenece al área del consorcio de transportes del área metropolitana de la Bahía de Cádiz
- Zona H

- Localidades de la Bahía de Cádiz.
- Localidades de la Costa noroeste.
- Jerez y Arcos.

- Zona I

- Rota.
- Cádiz.
- Puerto Real.

- Zona J

- Jerez.
- Localidades de la Costa noroeste.

Autobuses de largo recorrido
- Destinos provinciales: sierra de Cádiz, Algeciras, Barbate, Tarifa.
- Destinos andaluces: Sevilla, Ronda, Granada, Utrera, Marchena, Arahal, Córdoba, Andújar.
- Destinos españoles: Madrid, Almuradiel, Manzanares, Aranda de Duero, Vitoria, Éibar, Bilbao, San Sebastián, Irún.

#### Carreteras
| Carretera  | Itinerario                                                                           |
| ---------- | ------------------------------------------------------------------------------------ |
| A-491      | Chipiona - El Puerto de Santa María.                                                 |
| A-2002     | Jerez de la Frontera - El Portal - El Puerto de Santa María.                         |
| A-2001     | El Puerto de Santa María - Sanlúcar de Barrameda.                                    |
| A-4        | Madrid - Córdoba - Sevilla - Jerez de la Frontera - El Puerto de Santa María - Cádiz |
| CA-31 N-IV | Acceso norte desde la A-4.                                                           |
| CA-32 N-IV | Acceso sur desde la A-4                                                              |
| CA-37      | Enlace Sur - Conexión A-4 con CA-32                                                  |

#### Ferrocarril
Estación de El Puerto Santa María
- LAV Madrid-Cádiz
- Parada de: Cercanías, Media Distancia, Andalucía Exprés, Altaria, Largo Recorrido

Estación de Valdelagrana
- Parada de: Cercanías

#### Avión

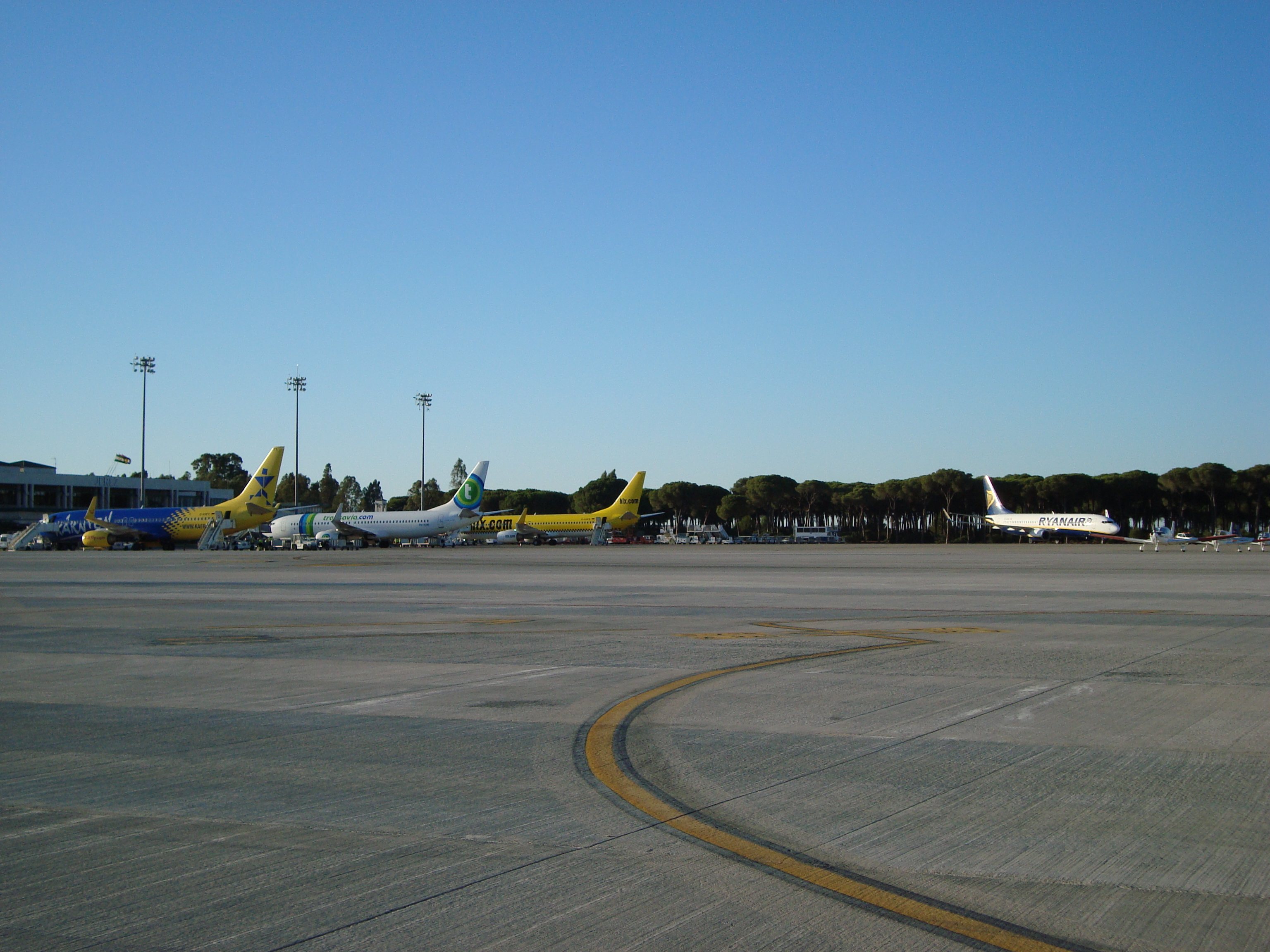
Aeropuerto de Jerez

Los aeropuetos más cercanos al Puerto de Santa María son los siguientes: Aeropuerto Internacional de Jerez (26 km), Aeropuerto de Sevilla (119 km), Aeropuerto de Gibraltar (134 km) y Aeropuerto de Málaga-Costa del Sol (228 km).
En el Aeropuerto Internacional de Jerez operan líneas regulares de compañías como Iberia, Vueling, Ryanair, Finnair, Cóndor, Hapag Fly, Thomson Fly, TUI Fly y Thomas Cook.
Además, en Rota (Cádiz), municipio limítrofe con El Puerto de Santa María, se encuentra el aeropuerto militar de la Base Naval de Rota.

#### Barco
- Estación marítima, Línea 042 El Puerto-Cádiz del consorcio de transportes del área metropolitana de la Bahía de Cádiz cuenta con 15 frecuencias diarias en cada sentido.
- Muelle de San Ignacio Vapor
- Puerto comercial
- Dársena de El Puerto de Santa María, perteneciente a Autoridad Portuaria de la Bahía de Cádiz

## Cultura

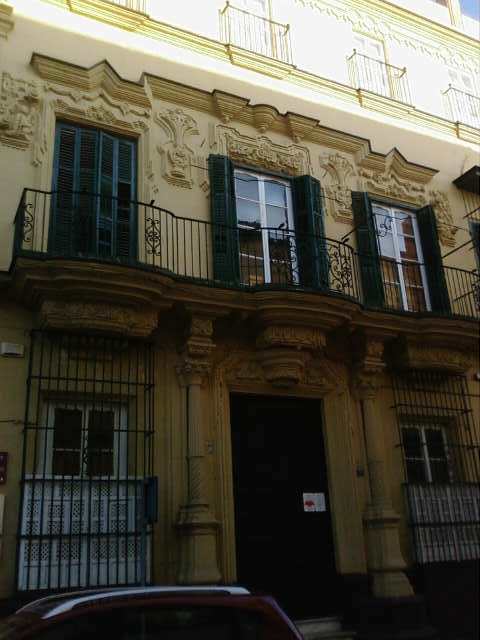
Museo municipal

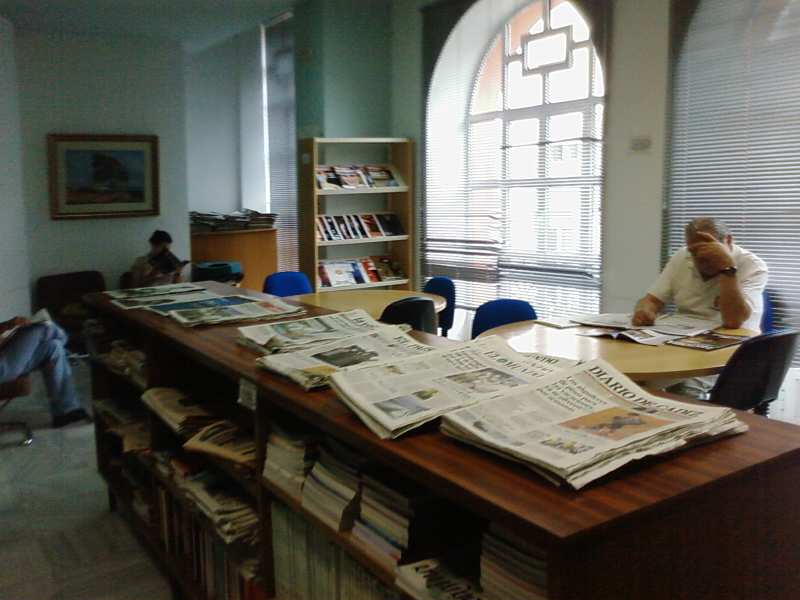
Hemeroteca

### Museo municipal
Es el museo de la ciudad, en el propio edificio se encuentra la Academia de Bellas Artes Santa Cecilia. El museo está situado en una casa palacio de la ciudad, dentro de él tiene un patio central con columnas. En él encontraremos material prehistórico como son restos de animales como un mastodonte, y objetos como vasijas, puntas de lanzas o piedras afiladas. De materiales históricos se encuentran dos esqueletos de una pareja romana, monedas, anillos, etc. En él encontremos también una colección de azulejos, platos, cuadros de artistas de la ciudad y una maqueta del puente de San Alejandro por el cual se accedía al otro lado del río Guadalete.

### Centro cultural municipal Alfonso X El Sabio
Este centro fue inaugurado en 1993, el centro cultural municipal Alfonso X El Sabio se encuentra en el centro de la ciudad, en este edificio se organizan exposiciones. Está compuesto por cuatro plantas en las cuales se encuentran la biblioteca. Dicho centro lleva el nombre del rey Alfonso X, persona que dio el nombre a la ciudad.
En este centro se encuentra:
- Sala de Exposiciones
- Biblioteca municipal

### Archivo
La ciudad cuenta con un Archivo

### Fundaciones
- Fundación Rafael Alberti
- Fundación Pedro Muñoz Seca
- Fundación Manolo Prieto
- Fundación José Luis Tejada
- Fundación Luis Goytisolo

### Fiestas populares

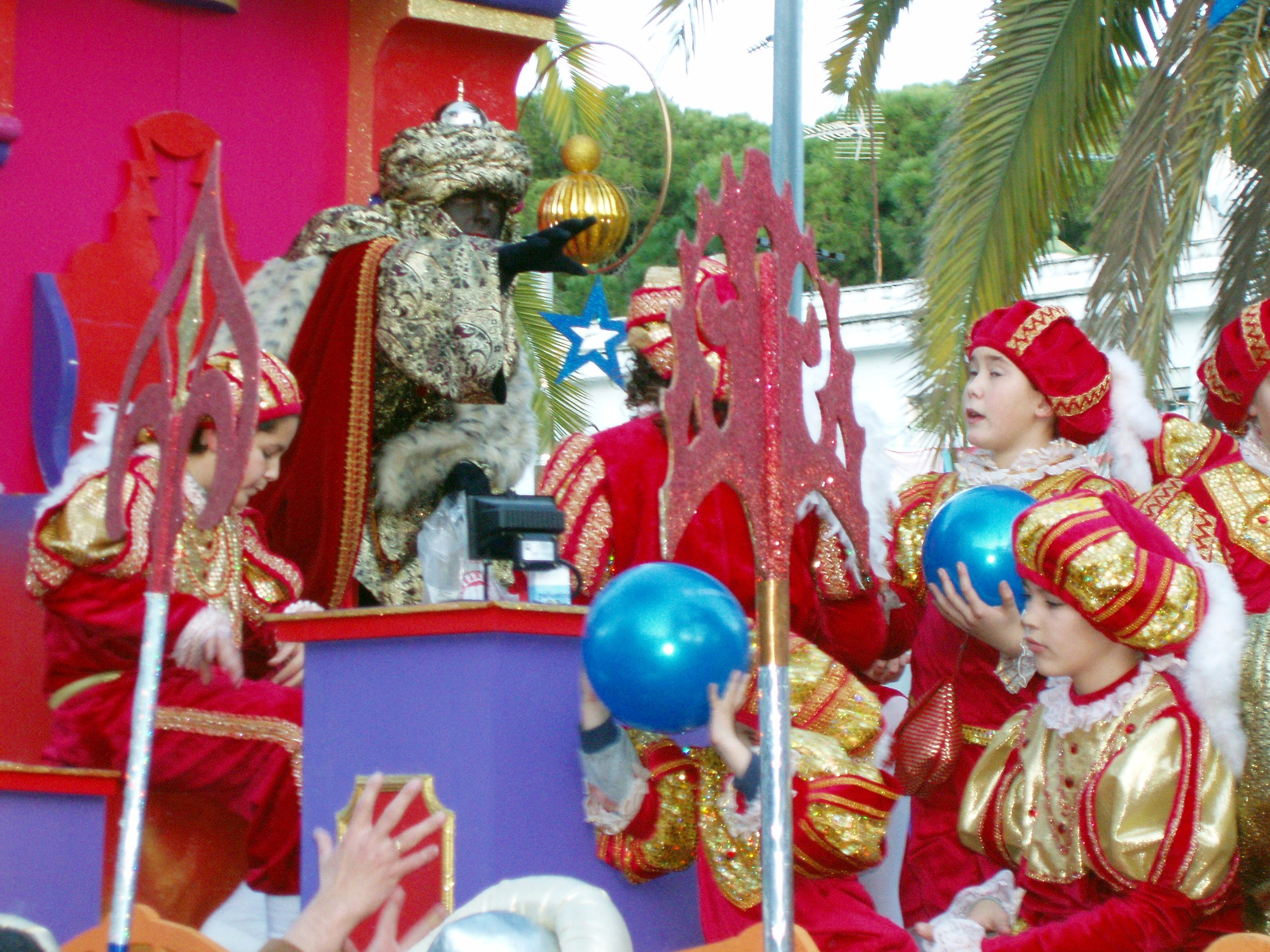
Carroza de Baltasar durante la Cabalgata de Reyes Magos del año 2006

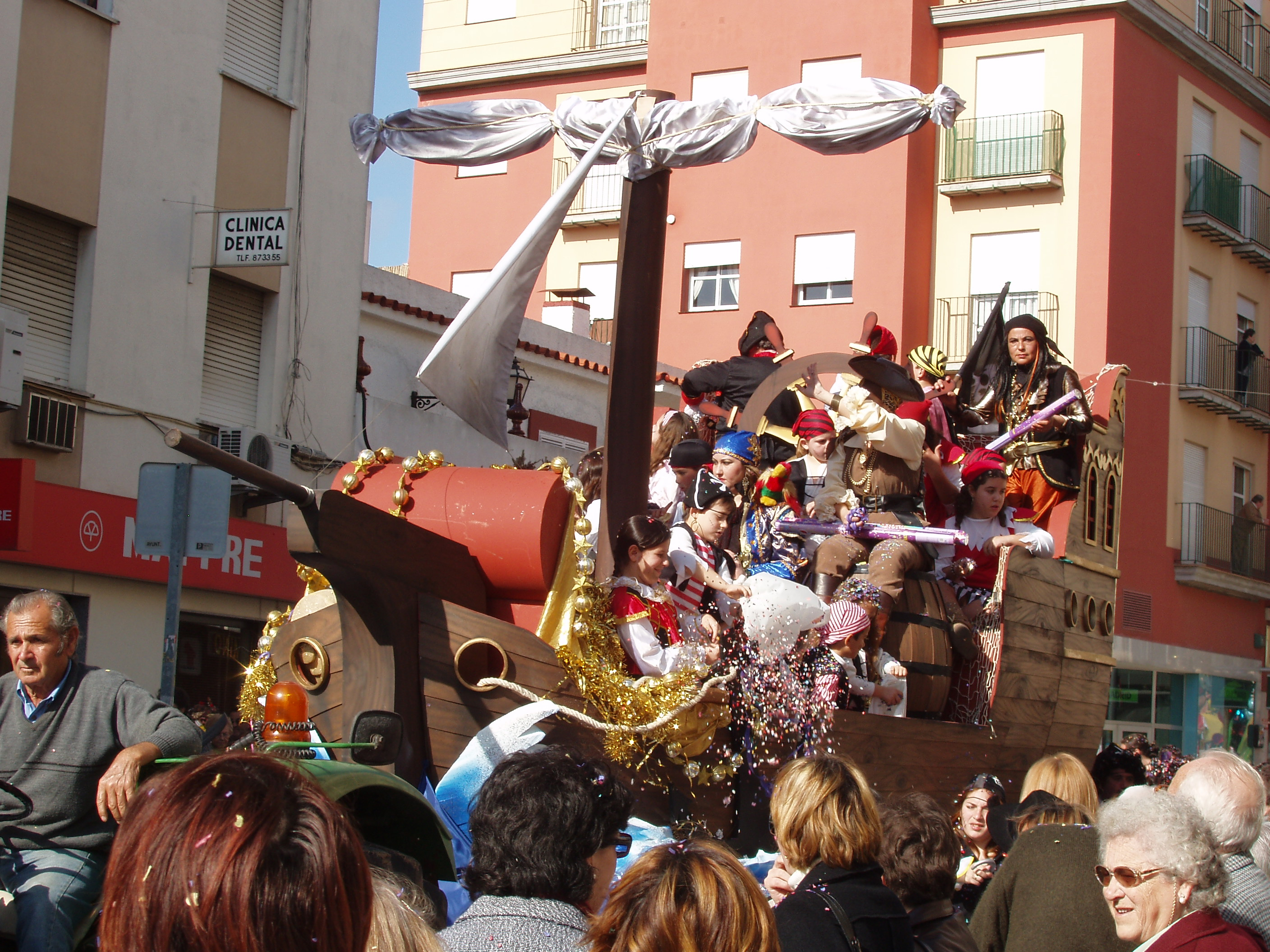
Carroza del Carnaval 2007

El año comienza con la típica Cabalgata de Reyes, el 5 de enero. En primavera se produce la festividad de San Antón, que se celebra en los pinares de la ciudad. Allí se acercan los portuenses con sus animales de compañía para recibir la tradicional bendición del párroco.
En febrero, la ciudad se une al Carnaval, siguiendo la tradición gaditana, los portuenses se disfrazan. El último día de la semana hay un desfile de carrozas. Son tradicionales, también, las agrupaciones carnavalescas (comparsas, chirigotas, etc.). El Puerto siempre se ha destacado por sus comparsas, muchas de ellas participantes habituales en el concurso del teatro Falla, de Cádiz. Aunque en el año 2009 se ha recuperado el Concurso Oficial de Agrupaciones en El Puerto, que no se celebrara en esta ciudad desde hacía 15 años. El escenario ha sido el teatro municipal Pedro Muñoz Seca.
Durante marzo o abril, según el calendario litúrgico, tiene lugar la Semana Santa. Sus calles se llenan de devotos de las numerosas cofradías y hermandades de la ciudad. Entre ellas destacan la Hermandad de la Sagrada Oración de Nuestro Señor Jesucristo en el Huerto y María Santísima de Gracia y Esperanza (Miércoles Santo), la Hermandad y Cofradía de Nazarenos del Santísimo Cristo de la Flagelación, María Santísima de la Amargura, San Joaquín y Santa Ana (Domingo de Ramos)y Hermandad del Dolor y Sacrificio (Martes Santo). La Feria de Primavera y Fiesta del Vino Fino, feria tradicional al estilo de las de muchas otras ciudades andaluzas, se suele celebrar entre la quinta y sexta semanas después de la Semana Santa, en los últimos años coincidiendo con la semana del 1 de mayo y siempre después de la Feria de Sevilla, primera de las ferias andaluzas.
La Fiesta de los Patios se realiza entre Semana Santa y la Feria, en ella se expone los patios participantes durante 5 o 6 días, en el fin de semana los patios son visitados por coros rocieros. A partir del 2010 la fiesta se transforma en un evento cultural y no un simple concurso, de esta forma se quiere dar otro aire a la ciudad durante estos días. En el 2013 se llegó a celebrar la XV Edición de Las Fiestas de Los Patios.
El 16 de julio, como en otras ciudades marineras, se celebra la Festividad de la Virgen del Carmen, con el paseo por las calles de la imagen y su posterior trayecto en barco por el río Guadalete. El 8 de septiembre procesiona por las principales calles del centro la Virgen de los Milagros, patrona de la ciudad. Ese día se declara como fiesta local
Otros eventos
Al comienzo del campeonato de Moto GP en el circuito de Jerez de la Frontera, se realiza la típica Motorada, que atrae a personas de todo el mundo. Los motoristas se concentran en la zona desde 3 o 4 días antes de la celebración del gran premio.
Mariana en el corazón y en el nombre, la gaditana ciudad de El Puerto de Santa María, realiza su recorrido anual hacia la aldea de El Rocío.
La Cruz de Mayo es una festividad católica que se celebra a inicios del mes de mayo.
A mediados de junio, con el Mercado medieval, tienen lugar exhibiciones de cetrería y mercados de artesanía, entre otras actividades.

### Deporte
Estadio José del Cuvillo
El Estadio José del Cuvillo es el estadio del Racing Club Portuense de forma exclusiva como primer equipo de la ciudad. Fue inaugurado en la década de los 70, en un amistoso disputado ante el Real Madrid CF. El estadio tiene capacidad para 8600 espectadores, de grada en todas las tribunas a excepción de la principal, que se encuentra cubierta y presenta asientos de colores rojo y blanco.
Puerto Sherry

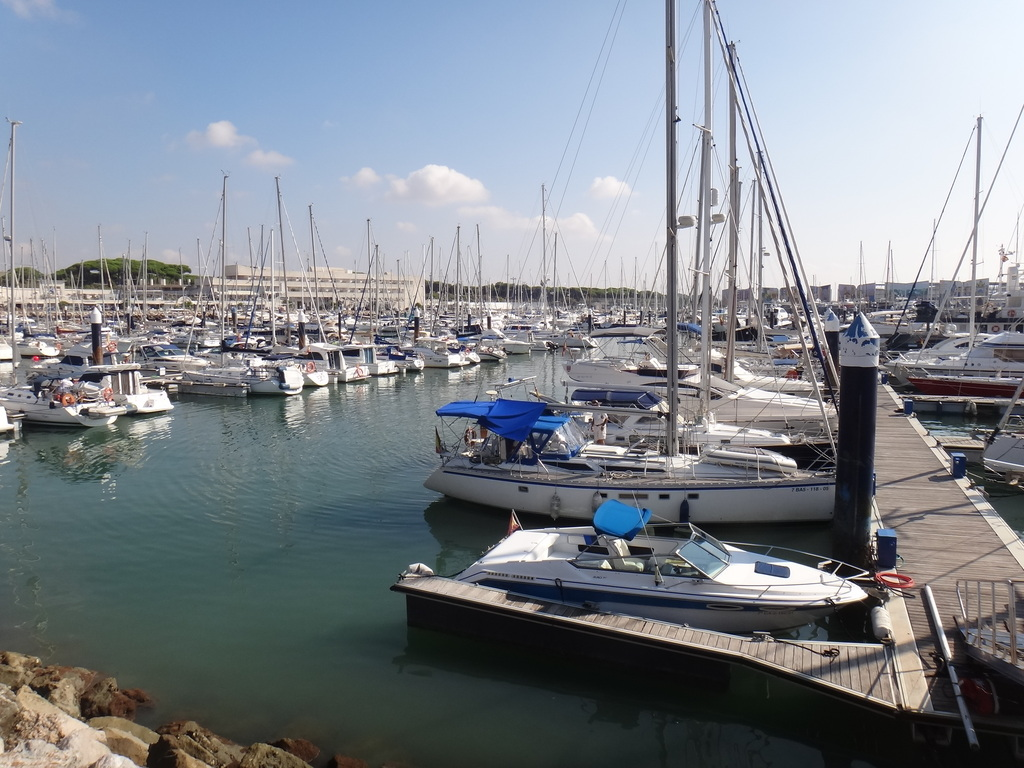
Puerto Náutico de Puerto Sherry

Puerto Sherry está situado en término municipal de El Puerto de Santa María. En su entorno se encuentra el Pueblo Marinero, que linda con la playa de La Muralla, antigua construcción del siglo XVII para la defensa de la bahía de Cádiz. Además de los servicios de atraque se ofrecen cursos de vela y otros relacionados con la náutica. En un lateral de la dársena se encuentran las instalaciones de la Federación Andaluza de Vela.
Real Club Náutico de El Puerto de Santa María
En el Real Club Náutico de El Puerto de Santa María, situado en pleno río Guadalete, junto a la playa de la Puntilla, se trata de un club creado a principios del siglo XX, en donde se pueden realizar diversas actividades como Vela, Piragüismo, tenis, pádel y natación.
Otras instalaciones
- La ciudad dispone de una ciudad deportiva donde se pueden practicar varios tipo de deportes, donde destaca el rugby, en cuyo campo disputa sus partidos el club de rugby Atlético Portuense.
- Existe un club social deportivo: club de golf Vistahermosa en el que los socios y sus invitados pueden jugar al golf, pádel (se juegan campeonatos de España), croquet (también se juegan campeonatos de España), tenis, vela, natación y juegos de cartas como el mus, el bridge o la canasta.
- En la ciudad hay dos rutas de carril bici, una de ellas llega hasta el parque de los Toruños partiendo desde el centro de la ciudad.
- También se puede practicar el Golf en Golf El Puerto, un campo de golf de 18 hoyos con una zona de prácticas muy buena. Además los jugadores federados tienen opción a jugar en el campo de 9 Hoyos del club de golf Vistahermosa.
- En julio de 2014 nace el equipo de Fútbol Americano El Puerto Seagulls, fundado por Álvaro Moreno Cuquerella Cuque, con sede en la ciudad deportiva.

### Tauromaquia
Plaza de toros

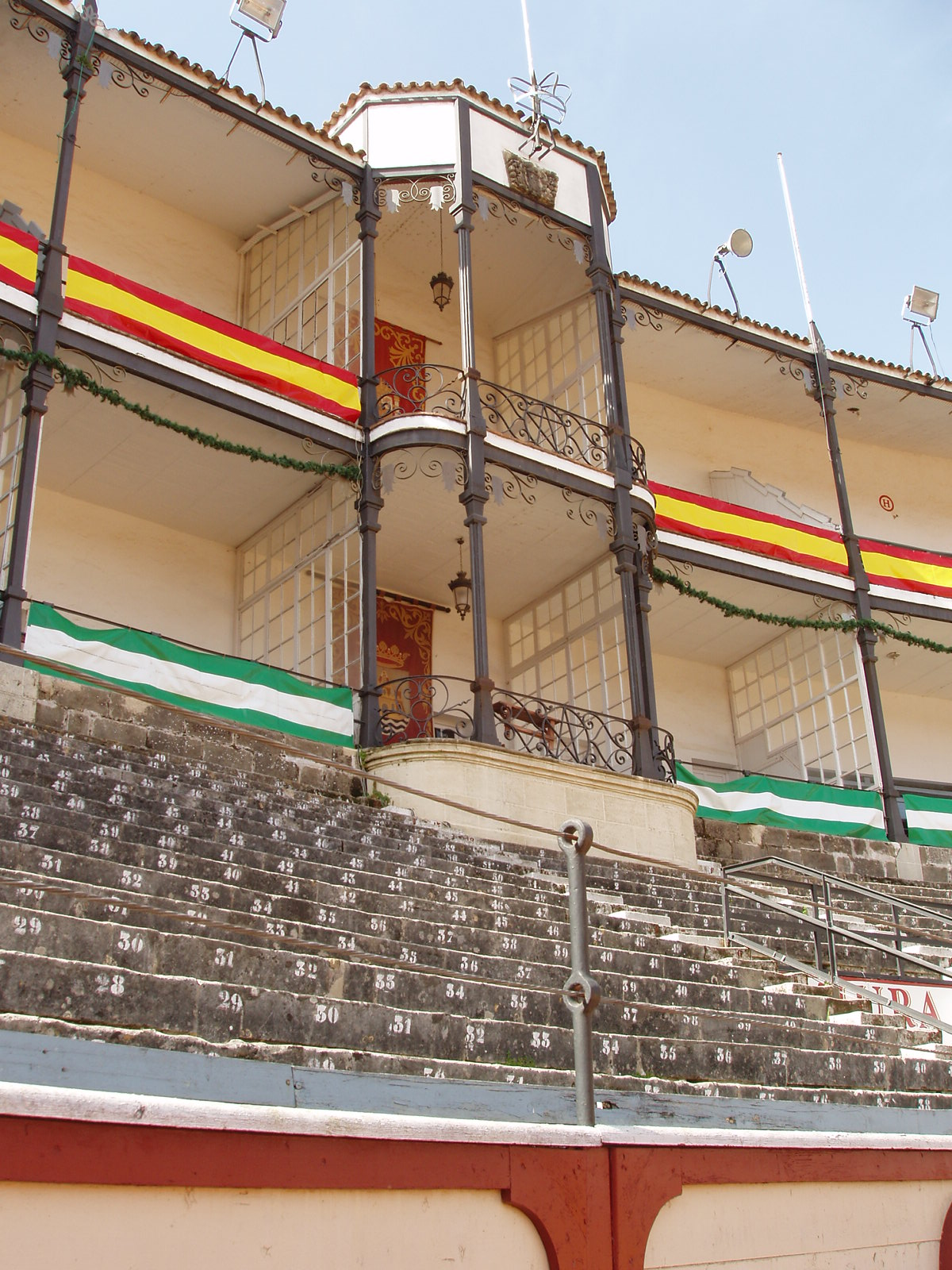
Palcos de la plaza de toros

La ciudad de El Puerto siempre tuvo gran abolengo taurino; ya en el siglo XVIII se celebraban corridas en la plaza de las Galeras, habilitada a tal efecto, y en 1768 tuvieron lugar diez corridas a beneficio del Hospital de Nuestra Señora de los Milagros, en un coso de madera instalado en el ejido de San Francisco, que permaneció hasta 1802 y fue escenario de la muerte del torero José Cándido, el 23 de junio de 1771. En 1802 se construye otra plaza, en el mismo lugar, que se incendia el 13 de septiembre de 1813, siendo reconstruida y durando hasta 1842, para ser reedificada y reformada en varias ocasiones hasta 1876. La actual se inaugura el 5 de junio de 1880, con un festejo taurino con la participación de los toreros Gordito y Lagartijo, con toros de la ganadería de Atanasio Fernández.
En el pasillo de la puerta principal, luce un mosaico con la siguiente inscripción de una frase atribuida a Joselito el Gallo que comentó cuando se discutía en una tertulia sobre la mejor plaza de toros: «Quien no ha visto toros en El Puerto, no sabe lo que es un día de toros».
El toro como un símbolo
La silueta negra del Toro de Osborne es la marca española más popular, dentro y fuera de nuestras fronteras. Su diseño ha trascendido lo meramente publicitario. Habiéndose convertido en la actualidad en todo un símbolo arraigado y querido por todo aquel que contempla su figura desafiante, repartida por todo el mapa español, un icono que se identifica inevitablemente con el paisaje español y que fue elegido por la revista The New York Times Magazine, en 1972, como la representación de la nueva España.

### Ocio
- Aqualand: en la sierra de San Cristóbal. Consta de numerosas atracciones que hacen las delicias de los niños. Está abierto al público los meses de junio, julio, agosto y septiembre y sus principales atractivos son la piscina de olas, el black hole, speed race (pistas blandas), los kamikazes y el río Bravo entre otros.
- Cine de Verano SAFA-San Luis: en la temporada de verano se realiza un calendario en la cual ciertos días se proyectan películas en el patio central de dicho centro.

### Teatro
- Festival de Teatro de Comedias: en el mes de agosto tiene lugar dicho festival que está muy ligado a la figura de Muñoz Seca, y durante todo el verano la muestra de títeres Los Cristobitas.

### Parroquias
- Nuestra Señora de los Milagros Iglesia Mayor Prioral (El Puerto de Santa María)
- Jesucristo Redentor y Nuestra Señora de la Palma
- Jesús de Nazaret
- San José Obrero
- Nuestra Señora del Carmen y San Marcos
- Nuestra Señora de la Medalla Milagrosa
- San Francisco
- San Joaquín
- San Sebastián
- Santa Catalina
- Jesús Liberador

### Gastronomía
La gastronomía local toma los productos de la tierra de sus huertos y viñas, y del mar con sus pescados y mariscos. Es rica y variada, pues aunque la mayoría de los platos pueden basarse en pescados y mariscos, dado que es una población marinera, de los cuales ofrece una amplia de gama de productos del mar con gran variedad de pescados como las acedías, mojarras, urtas, robalos, doradas, caballas, lenguados capturados en el litoral, componen platos como los fritos tales como pescaíto frito, puntillitas; guisos como la raya al pan frito o sopas a base de pescado como la caballa con fideos.
En esta localidad se encuentran uno de los cocederos más afamados de España, El Romerijo.

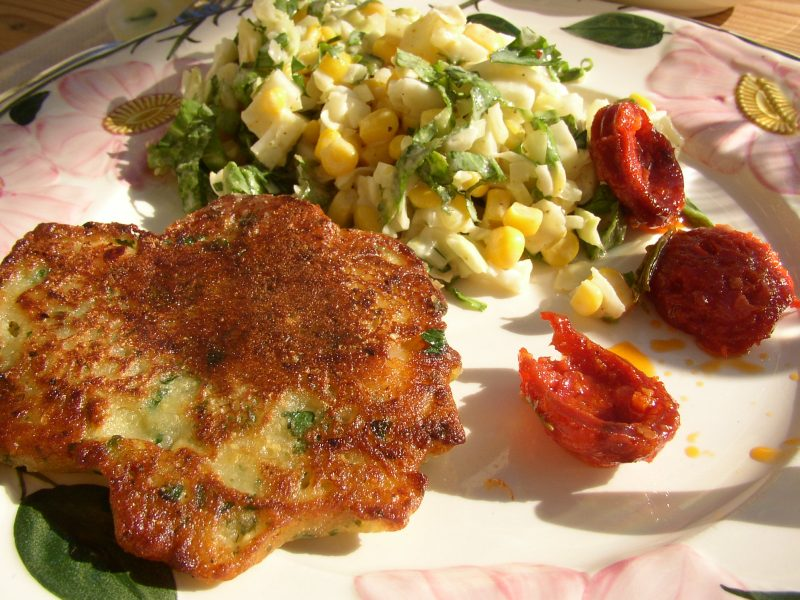
Tortillita de camarones

- Piriñaca: Se trata de un picadillo (ensalada) a base de tomates, pimientos, cebolla, aceite y vinagre de la zona. Puede agregarse melva o caballa.
- Caldillo de perro: Es un caldo a base de pescadilla, ajo y cebolla, al cual se le rocía el zumo de naranja agria.
- Ortiguillas: Es un plato que consta de un tipo de anémonas enharinadas y fritas.
- Raya al pan frito
- Caballa o Lenguado con fideos
- Malarmaos a la sal
- Ostiones fritos
- Panizas fritas: Son unas tiritas de harina de garbanzo y fritas (como churros)
- Vinos de la región
- Tortillitas de camarones
- Ajo caliente

El vino y sus bodegas

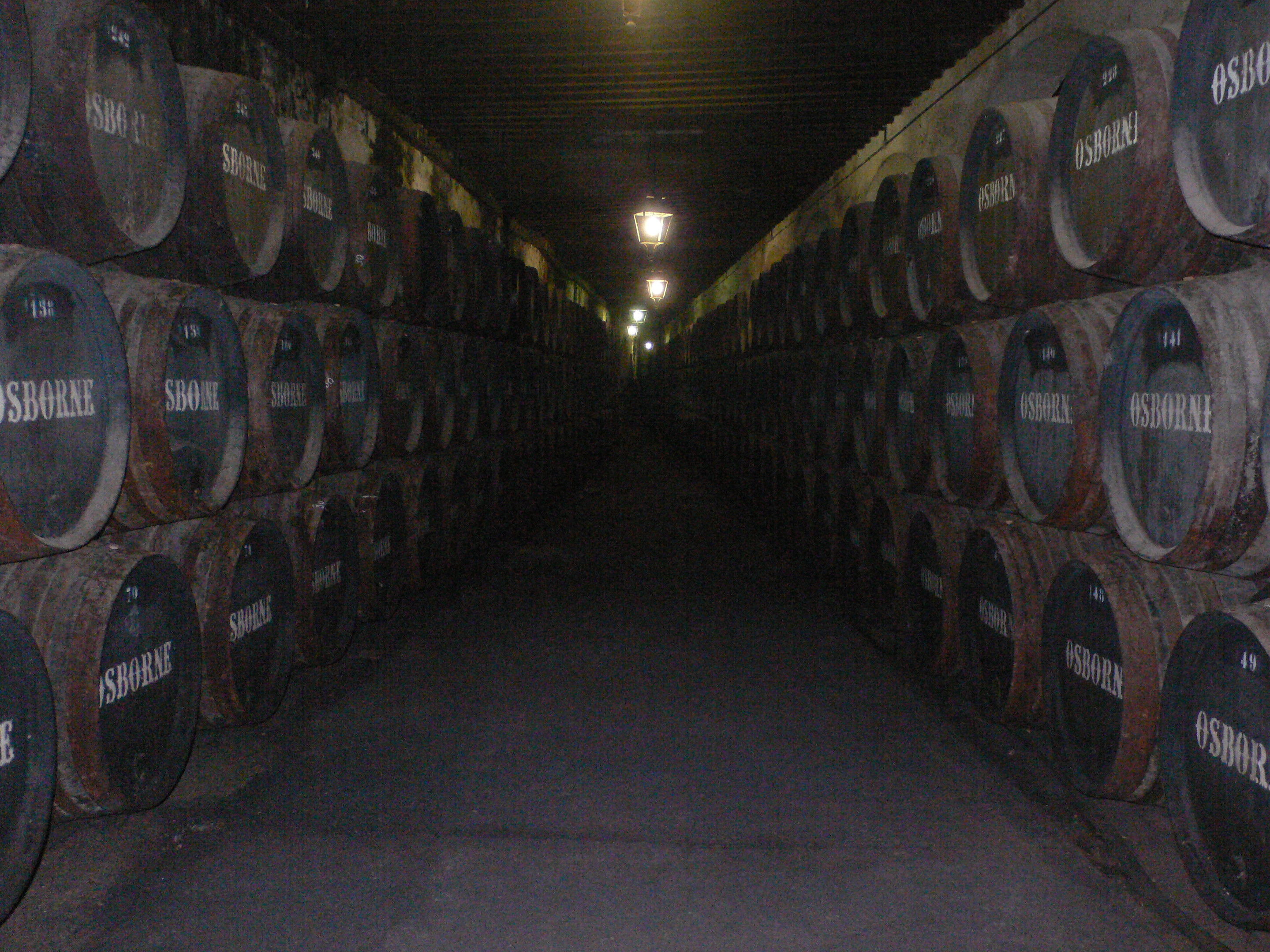
Bodega de Osborne

El vino es una tradición en la ciudad, la mayoría de las bodegas de la ciudad nacieron a partir de la extensión industrial del siglo XIX, estas bodegas han ido durante el paso del tiempo sacando el mejor vino de su interior. La ciudad es conocido en España, Europa y el resto del mundo como un centro de producción de jerez, uno de los vinos más gustosos para tomar como aperitivo. El Puerto de Santa María es una de las localidades pertenecientes al triángulo de Sherry, un área conocida por su excelente producción de vino: El Puerto de Santa María, Sanlúcar de Barrameda y Jerez de la Frontera. Las tres localidades que configuran la zona de crianza de la Denominación de Origen Jerez-Xérès-Sherry. Los cascos de bodega son rectangulares, espaciosos, y en su interior se conserva el aroma del propio vino. Por toda la ciudad se pueden observar las bodegas, algunas de ellas se puede visitar, en las visitas muestran a los curiosos las propiedades de la elaboración del vino y sus propiedades.
Las bodegas más conocidas de la ciudad son:
- Bodegas Caballero: fundado en Chipiona en 1830, se trasladó a El Puerto de Santa María en el primer tercio del siglo XX. Entre sus grandes productos hay que destacar el Fino Pavón, el Ponche Caballero, su Brandy Chevalier y sus nuevos vinos de la Tierra de Cádiz de las Viñas Las Cruces.
- Bodegas Osborne: es un grupo de capital íntegramente español dedicado tradicionalmente al mundo de los vinos, bebidas espirituosas, derivados del cerdo, y más recientemente a aguas minerales. Son propietarios de marcas como Fino Quinta, Magno, 103, Toro, Conde de Osborne, Jamones 5J, Montecillo, Malpica, Anís del Mono y Solán de Cabras. Los vinos y brandies que se elaboran en la sede originaria del grupo de esta ciudad, están amparados bajo la denominación de origen Jerez-Xérès-Sherry, y la denominación específica Brandy de Jerez.
- Bodegas Terry: Fernando A. de Terry, S.A., es una bodega dedicada tradicionalmente al mundo de los vinos, bebidas espirituosas, y brandies. Los vinos y brandies que se elaboran en sus bodegas, están amparados bajo la Denominación de Origen Jerez-Xérès-Sherry, y la Denominación específica de Brandy de Jerez.
- Bodegas Gutiéreaz Colosía: desde 1837, se encuentran en la desembocadura, del río Guadalete las bodegas de la firma de Gutiérrez Colosía, que fueron adquila única existente junto al río: los vientos secos de Levante y húmedos de Poniente provenientes del Atlántico regulan la humedad ambiental manteniendo las condiciones óptimas para los vinos, aportando la temperatura perfecta para la crianza biológica de los vinos finos bajo el velo de flor, que son levaduras o microorganismos que se reproducen en la superficie del vino y que le dan ese sabor tan característico al vino fino. Fino Campo de Guía. Oloroso, Sangre y Trabajadero. Cream Mari Pepa. Amontillado Colosía. Brandy Elcano.
- Bodegas 501: se remonta en los años 1783, tras años de esfuerzo la empresa consiguió el reconocimiento y le otorgaron el título de Proveedores de la Casa Real que fue dado por Alfonso XII en 1875, el rey junto a su mujer, la reina María Cristina visitó las bodegas en los años 1877 y 1882. Durante los siglos la empresa se ha ido adaptando a los cambios y sigue siendo una empresa independiente, que ha pasado por diversas propiedades.
- Bodega Obregón.
- Bodegas Edmundo Grant: aparte de a la venta de vino también se dedica a la gastronomía del típico tapeo, este negocio se conoce como El Patio de las 7 esquinas, en el cual elaboran platos como albóndigas en tomate, embutidos ibéricos o los quesos y montaditos.

### Medios de comunicación
Viva El Puerto edición en papel. El Puerto Info, El Puerto Actualidad, ediciones digitales. Medios provinciales impresos y digitales con ediciones locales: Diario de Cádiz y La Voz de Cádiz. Portal de internet diario Gente del Puerto

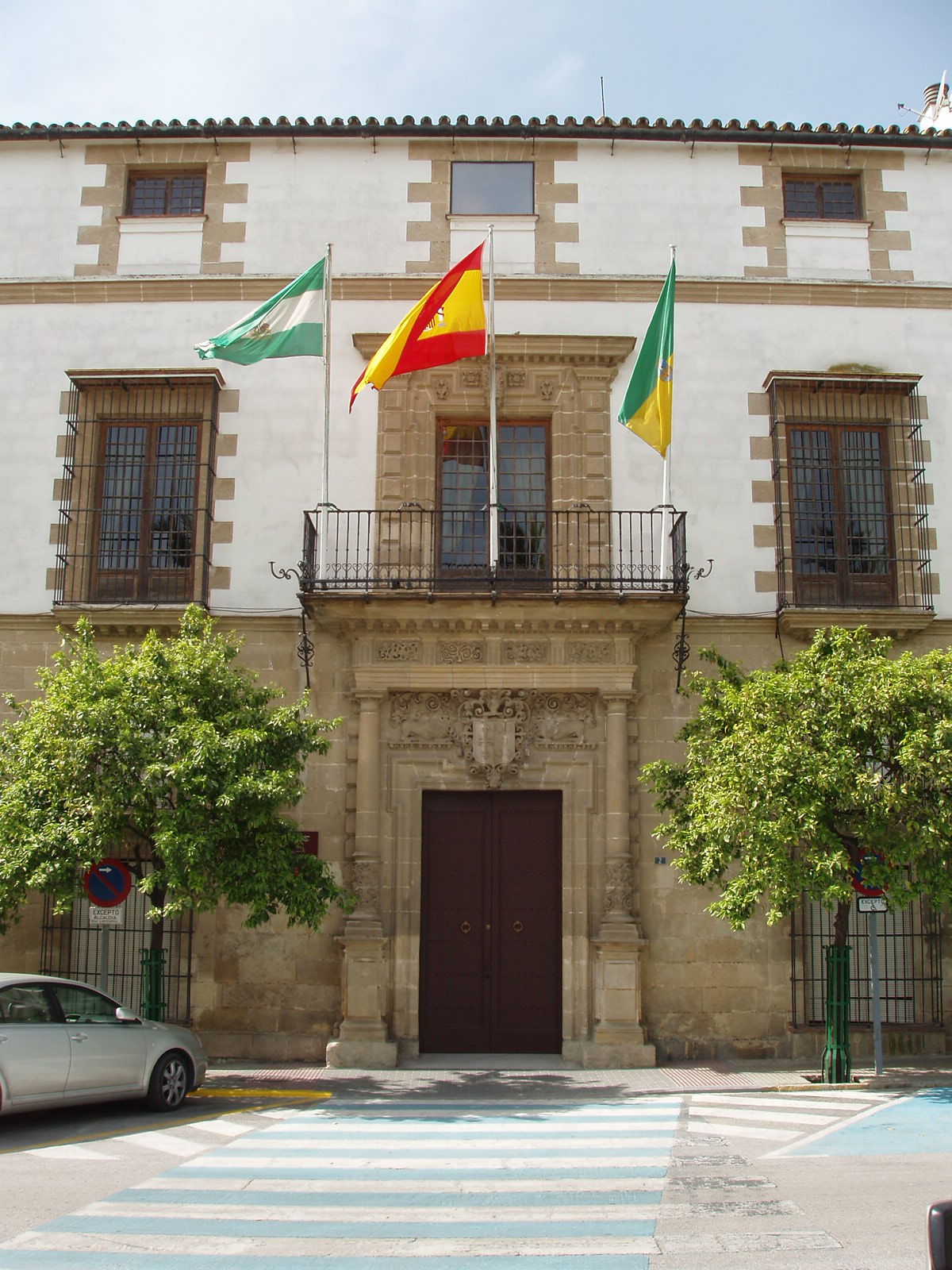
Casa-palacio de Reynoso, antigua casa de cargadores a Indias, hoy palacio municipal, sede del Ayuntamiento

Emisoras de radio: SER Puerto-Radio Cádiz 2, perteneciente al Grupo Prisa y Radio Puerto FM, perteneciente al ayuntamiento bajo concesión a una empresa privada son las emisoras de radio de la Ciudad.
Emisoras de televisión, 8TV y Ondaluz, tienen un espacio de atención diaria a El Puerto. Tras el apagón analógico han desaparecido todas las que emitían desde la ciudad.

## Administración y política
| Periodo   | Nombre                     | Partido | Partido                                                 |
| --------- | -------------------------- | ------- | ------------------------------------------------------- |
| 1979-1981 | Antonio Álvarez Herrera    |         | Partido Comunista de España (PCE)                       |
| 1981-1986 | Rafael Gómez Ojeda         |         | Partido Comunista de España (PCE)                       |
| 1986-1991 | Juan Manuel Torres Ramírez |         | Partido Socialista Obrero Español de Andalucía (PSOE-A) |
| 1991-2006 | Hernán Díaz Cortés         |         | Ciudadanos Portuenses (CP)                              |
| 2006-2007 | Fernando Gago García       |         | Ciudadanos Portuenses (CP)                              |
| 2007-2014 | Enrique Moresco García     |         | Partido Popular de Andalucía (PP)                       |
| 2014-2015 | Alfonso Candón Adán        |         | Partido Popular de Andalucía (PP)                       |
| 2015-2019 | David de la Encina Ortega  |         | Partido Socialista Obrero Español de Andalucía (PSOE-A) |
| 2019-2023 | Germán Beardo Caro         |         | Partido Popular de Andalucía (PP)                       |

Anterior a la democracia actual, estuvieron de alcaldes: 1 de febrero de 1976: Manuel Martínez Alfonso, 3 de noviembre de 1977: Francisco Javier Merello Gaztelu y 23 de octubre de 1978: Enrique Pedregal Valenzuela.
| Partido político                                         | 2023   | 2023  | 2023       | 2019                   | 2019                   | 2019                   | 2015   | 2015  | 2015       | 2011   | 2011  | 2011       | 2007   | 2007   | 2007       |
| Partido político                                         | Votos  | %     | Concejales | Votos                  | %                      | Concejales             | Votos  | %     | Concejales | Votos  | %     | Concejales | Votos  | %      | Concejales |
| Partido Popular de Andalucía (PP)                        | 18 091 | 46,54 | 14         | 10 774                 | 29,39                  | 9                      | 10 885 | 31,71 | 9          | 13 440 | 37,95 | 11         | 11 987 | 38,911 | 11         |
| Partido Socialista Obrero Español de Andalucía (PSOE-A)  | 7226   | 18,59 | 5          | 9939                   | 27,11                  | 8                      | 6953   | 20,26 | 6          | 4886   | 13,80 | 4          | 5646   | 18,33  | 5          |
| Vox                                                      | 4045   | 10,40 | 3          | 2740                   | 7,47                   | 2                      | —      | —     | —          | —      | —     | —          | —      | —      | —          |
| Unión Portuense (UP)                                     | 3755   | 9,66  | 2          | 2199                   | 5,99                   | 1                      | —      | —     | —          | —      | —     | —          | —      | —      | —          |
| Izquierda Unida (IU)                                     | 2262   | 5,82  | 1          | Con Adelante Andalucía | Con Adelante Andalucía | Con Adelante Andalucía | 3569   | 14,40 | 3          | 4639   | 13,10 | 3          | 4649   | 15,09  | 4          |
| Adelante Andalucía                                       | 935    | 2,40  | 0          | 4070                   | 11,10                  | 3                      | —      | —     | —          | —      | —     | —          | —      | —      | —          |
| Ciudadanos (CS)-Independientes Portuenses (IP)           | 518    | 1,33  | 0          | 3428                   | 9,35                   | 2                      | 3255   | 9,48  | 2          | 4051   | 11,44 | 3          | 4997   | 16,22  | 4          |
| Levantemos                                               | —      | —     | —          | 1742                   | 4,75                   | 0                      | 5223   | 15,22 | 4          | —      | —     | —          | —      | —      | —          |
| Partido Andalucista (PA)-Espacio Plural Andaluz (EP-And) | —      | —     | —          | —                      | —                      | —                      | 2198   | 6,40  | 1          | 6104   | 17,24 | 4          | 1677   | 5,44   | 1          |

## Ciudades hermanadas
- Limón (Costa Rica), Costa Rica
- Brighton, Reino Unido. Realmente El Puerto no está hermanado con Brighton ya que, según el protocolo de esta última ciudad, está hermanada con todo el mundo. Aun así existe un acuerdo de cooperación con el municipio portuense[cita requerida]
- Calpe, España
- Coral Gables, EE. UU.
- Dahira de La Güera de la wilaya de Auserd, en los campos de refugiados de Tinduf, RASD
- Texcoco, México
- Ermoupoli, Grecia

Con ocasión de la Feria de Primavera y Fiesta del Vino Fino, las siguientes comunidades y provincias están hermanadas por tal evento: Madrid, Lugo, La Coruña, Orense, Pontevedra, Cantabria, Extremadura, Jaén, Castilla y León, Alicante, Aragón, Vizcaya, Ceuta, Navarra, Valencia, Oporto (Portugal), Cádiz, Países Iberoamericanos y Logroño (La Rioja) en el 2013.